# RMS Titanic
RMS Titanic (wym. [taɪˈtænɪk]) – brytyjski transatlantyk typu Olympic należący do towarzystwa żeglugowego White Star Line, zbudowany w stoczni Harland and Wolff w Belfaście.
Niespełna rok po zwodowaniu, w nocy z 14 na 15 kwietnia 1912 roku, podczas dziewiczego rejsu na trasie Southampton – Cherbourg – Queenstown – Nowy Jork, otarł się o górę lodową i zatonął. Jego katastrofa spowodowała znaczącą nowelizację zasad bezpieczeństwa morskiego, np. wprowadzenie stałego nadzoru gór lodowych na północnym Atlantyku.

## Historia

### Projekt

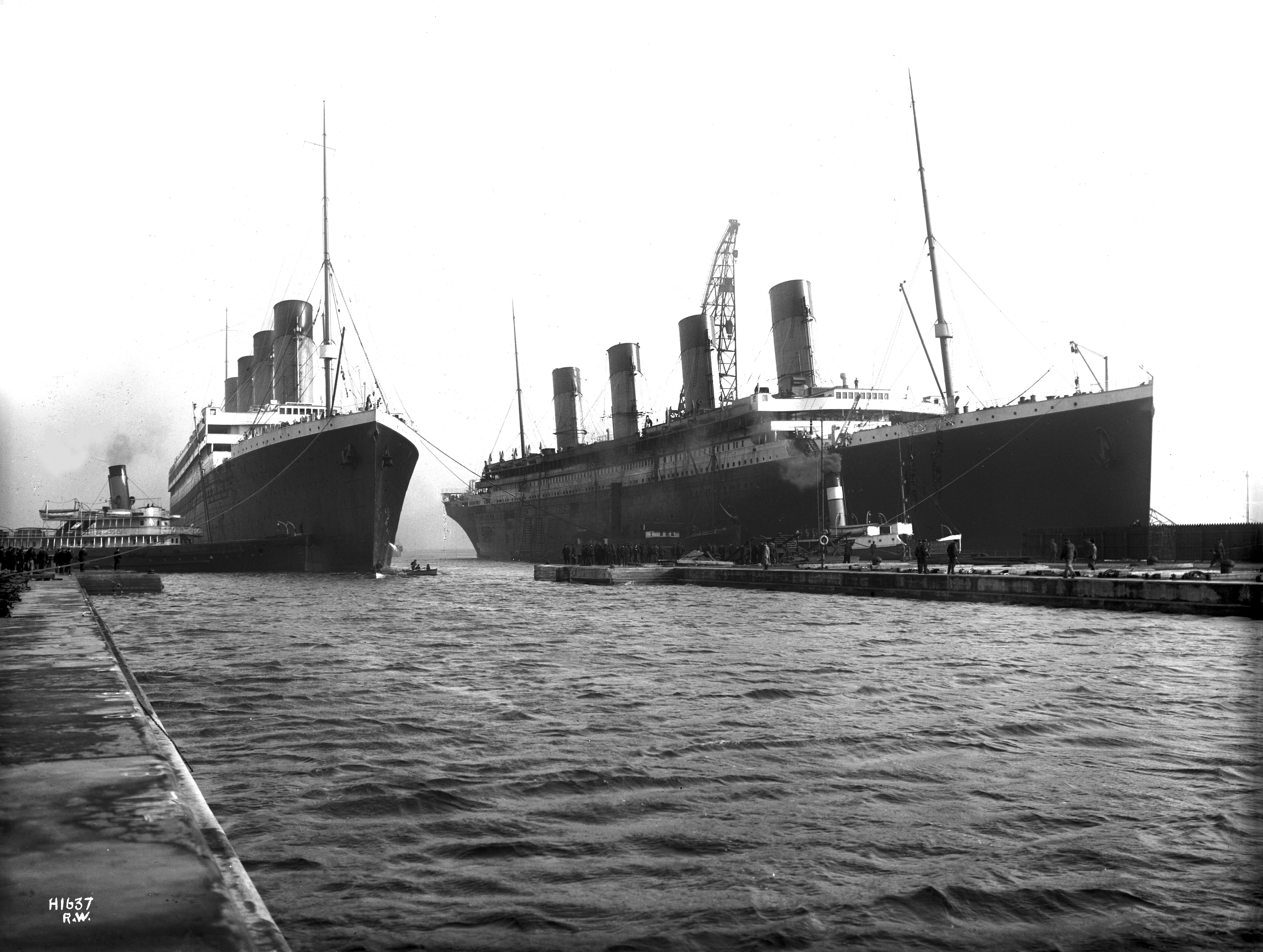
„Olympic” i „Titanic” (po prawej) w stoczni w Belfaście

„Titanic” był jednym z trzech liniowców typu Olympic. Miał dwie siostrzane jednostki: „Olympic” i „Gigantic” (nazwa trzeciego została po katastrofie „Titanica” zmieniona na mniej pretensjonalną – „Britannic”).
Koncepcja budowy tej serii statków powstała wiosną 1907 roku podczas spotkania towarzyskiego Bruce’a Ismaya, dyrektora kompanii żeglugowej White Star Line i Williama Jamesa Pirrie, prezesa rady nadzorczej stoczni Harland and Wolff w Belfaście. Każdy z planowanych trzech statków miał mieć pojemność ok. 45 tys. BRT. Ich silniki miały pozwolić na rozwinięcie prędkości 24 węzłów (44,4 km/h). Miały być więc nieco wolniejsze od konkurencyjnych liniowców linii Cunard jednak nadrabiały to rozmiarami i luksusowym wyposażeniem. Szczegółowe koncepcje budowy nowych liniowców zaprojektowali architekci Alexander Carlisle, Thomas Andrews i Edward Wilding. Priorytetem dla budowniczych było zbudowanie statku znacznie przewyższającego konstrukcje konkurencji. Pogodzono się z brakiem możliwości dotrzymania pola w dziedzinie prędkości i tym samym zdobycia Błękitnej Wstęgi Atlantyku. W tym czasie konkurencyjna linia Cunard miała dwa najbardziej luksusowe, a przy tym i najszybsze statki świata – „Lusitanię” i „Mauretanię”. Jednostki White Star Line miały być jednak dłuższe o ok. 100 stóp (30,5 m) i oferować luksus, jakiego na północnym Atlantyku nikt dotąd nie widział.

### Budowa

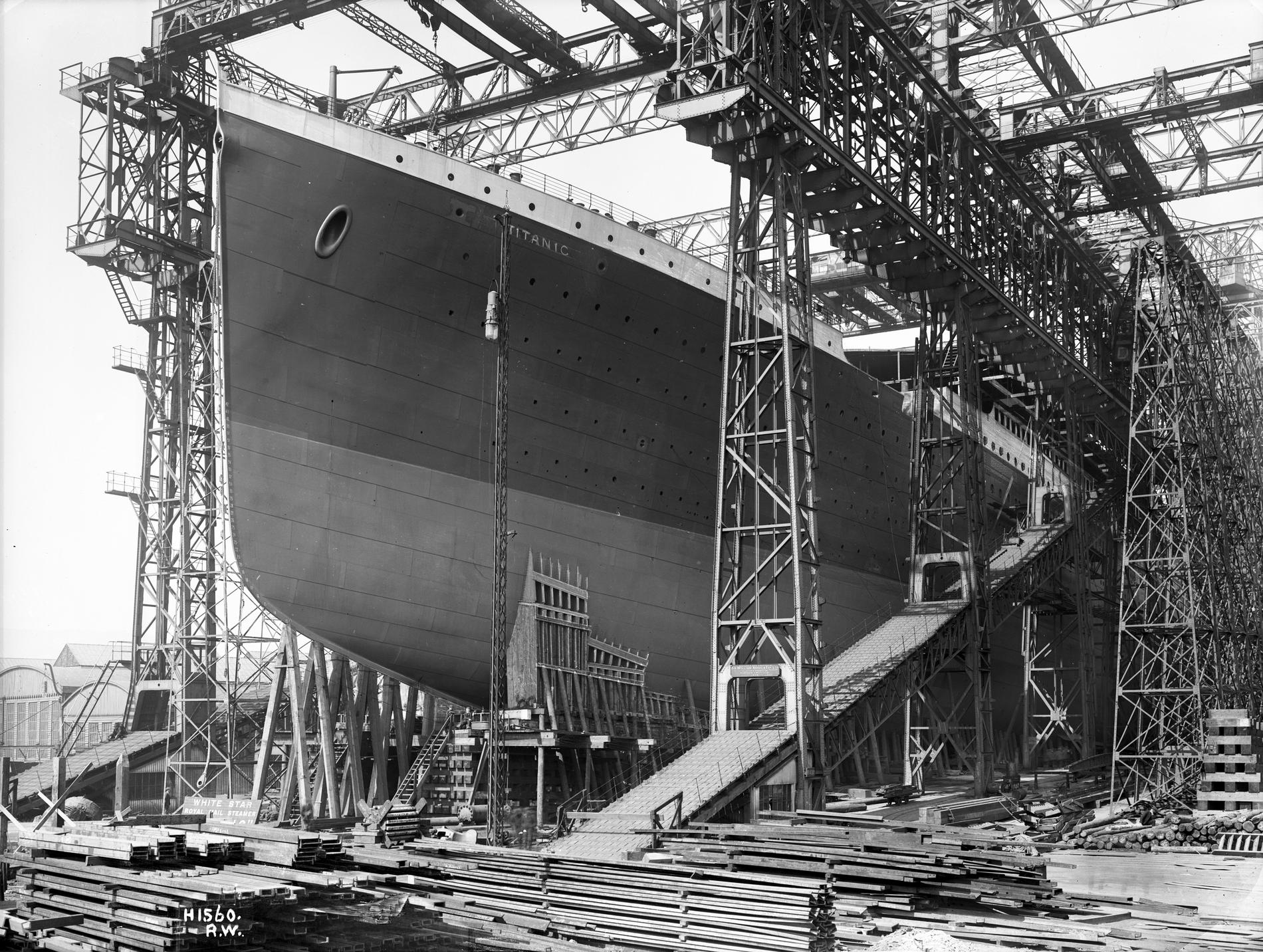
„Titanic” w doku stoczni Harland and Wolff w Belfaście

Głównym projektantem statku był pracujący od lat w stoczni Harland and Wolff konstruktor Thomas A. Andrews, wspomagany przez inż. Eduarda Wildinga (konstruktor) i Alexandra Carlisle’a (architektura). Stępkę położono 22 marca 1909 r. Montaż kadłuba zakończył się w kwietniu następnego roku. W dokumentacji stoczni statek otrzymał numer 401. W trakcie budowy szkieletu kadłuba i kładzenia poszycia, pracowało jednocześnie ponad trzy tysiące robotników. Kadłub „Titanica” oraz płyty poszycia wykonano ze stali miękkiej. Niektóre z nich miały rozmiar 1,8 × 10,4 metra. Ich grubość wahała się w granicach 19–22 milimetrów. Poszczególne elementy konstrukcji kadłuba łączone były nitami. Thomas Andrews – projektant „Titanica” – powiedział: „Potrzeba trzech milionów nitów i wiele potu, żeby zbudować taki piękny statek”.
„Titanic” był zaliczany do czterokominowców, chociaż czwarty komin był tylko atrapą.
Pod koniec 1910 roku ukończono poszycie kadłuba, a termin wodowania ustalono na 31 maja 1911 r. Uroczystości nie towarzyszyły specjalne okoliczności, jak rozbijanie butelki szampana o burtę. Po zwodowaniu flotylla holowników wprowadziła częściowo ukończony statek do suchego doku. Tam miano zainstalować maszyny, dokończyć nadbudówkę, wyposażenie wnętrz i zamontować wszystkie cztery kominy. Przewidywany czas ukończenia budowy (10 miesięcy) nie został dotrzymany ze względu na konieczność przerzucania fachowców do naprawy innych jednostek White Star Line. Wszystkie ulepszenia, jakie wprowadzono na bliźniaczym statku „Titanica”, natychmiast wprowadzano do nowo powstającej jednostki. Dziewiczy rejs statku zaplanowano więc na luty 1912 r. Termin nie został dotrzymany ze względu na kolejne awarie siostrzanego statku. Ostateczne poprawki na „Titanicu” ukończono na niecałe dwa tygodnie przed jego dziewiczym rejsem, mającym się rozpocząć 10 kwietnia 1912 r.
Jedna z tych poprawek w widoczny sposób zmieniła zewnętrzny wygląd statku. Pasażerowie oddanego do użytku rok wcześniej „Olympica” żalili się, że kiedy morze jest wzburzone, woda rozcinana przez dziób chlapie na pokład. Dlatego też budowniczowie przy wykańczaniu nowego statku zdecydowali się na pokrycie dwóch piątych długości pokładu stalową przesłoną.
Nie obyło się bez tragedii przy wodowaniu statku – część robotników miała za zadanie pilnować, czy pochylnia, po której ślizga się statek, nie jest zanieczyszczona, część odpowiadała za usunięcie belek, które początkowo zapobiegały zsuwaniu się statku. Wybita spod kadłuba drewniana belka zmiażdżyła nogę jednemu z robotników stoczni, który mimo szybkiej pomocy wkrótce potem zmarł. W sumie przy budowie „Titanica” i „Olympica” zginęło 17 robotników.

### Technika
W chwili wodowania (1911) „Titanic” był po „Olympicu” (tonaż rejestrowy 47 000 BRT) kolejnym największym parowym statkiem pasażerskim na świecie. Sylwetka statku odznaczała się czterema lekko pochylonymi kominami (z których ostatni był atrapą) i dwoma smukłymi masztami. Kwestia liczby kominów miała znaczenie prestiżowo-komercyjne. Duża ich liczba w opinii pasażerów była dla nich wymownym świadectwem siły i wielkości jednostki.
Od strony technicznej „Titanic” był bardzo nowatorski. Cały kadłub został podzielony na 16 oddzielnych sekcji z w pełni automatycznym systemem zamykania grodzi wodoszczelnych. Przestawienie jednego przełącznika na mostku kapitańskim lub w maszynowni zamykało lub otwierało 16 wodoszczelnych drzwi zabezpieczających statek przed zalaniem. Identyczne rozwiązanie zastosowano na „Olympicu” i „Britannicu”. System grodzi wodoszczelnych pozwalał na utrzymanie statku na powierzchni nawet przy zalaniu czterech dziobowych, czterech rufowych lub dowolnych dwóch sekcji jednocześnie. Według konstruktorów statki te mogły przetrwać prawie każdy wypadek na morzu. „Titanic” był wybitnym osiągnięciem technicznym, w założeniu bardzo bezpiecznym.
Opinia publiczna uważała statek za niezatapialny, jednak ani White Star Line, ani stocznia Harland and Wolff nigdy nie użyły tego przymiotnika w opisie jednostki. Prawdopodobnie opinię tę rozpowszechniało przedsiębiorstwo Stone & Lloyd, które wyprodukowało grodzie wodoszczelne zamontowane na statku. Jego przedstawiciele stwierdzili, że statek wyposażony w takie grodzie staje się praktycznie niezatapialny. Opinia publiczna podchwyciła to hasło, pomijając przysłówek „praktycznie”. Tak oto statek został okrzyknięty niezatapialnym. Tak naprawdę tylko wąska, kilkuosobowa grupa konstruktorów statku z Thomasem Andrewsem na czele wiedziała, że statek w rzeczywistości może zatonąć. Sam Thomas Andrews podkreślał, że ryzyko zatonięcia istnieje, ale tylko „czysto teoretyczne”. Nigdy jednak nie stwierdził, że „Titanic” jest niezatapialny. Ostatecznie slogan „Praktycznie niezatapialny” stał się hasłem reklamowym „Titanica”.
Tłokowe maszyny parowe „Titanica” były największymi urządzeniami tego rodzaju, jakie kiedykolwiek skonstruowano. Były to czterocylindrowe, trójprężne rzędowe silniki parowe typu odwróconego. Każdy mierzył 12 metrów wysokości, a ich cylindry miały 1,5 metra średnicy. Układ napędowy statku składał się z 3 śrub – silniki tłokowe zdolne były do obracania zewnętrznych trójskrzydłowych śrub z prędkością do 80 obrotów na minutę. Śruba środkowa, trój- lub czteroskrzydłowa, obracana była turbiną napędzaną parą odlotową z silników tłokowych. Z trzech śrub statku dwie zewnętrzne, o średnicy 7,2 metra, mogły pracować zarówno przy normalnym, jak i wstecznym kierunku pracy. Nie było możliwości odwrócenia kierunku obrotu śruby środkowej, pięciometrowej (uboczny skutek napędu turbiną). To uczyniło ją nieprzydatną przy awaryjnym hamowaniu wspomaganym śrubami. Osiągana prędkość statku: 23–24 węzłów.
Na statku zamontowano cztery windy (w tym trzy dla klasy pierwszej), co wówczas było nowinką techniczną na statkach transatlantyckich.

#### Szalupy ratunkowe
Poświęciliśmy dwie godziny na dyskusję o dywanach w kabinach pierwszej klasy i 15 minut na problem szalup ratunkowych.

Omawiając szczegóły dotyczące budowy trzech transatlantyków, White Star Line rozważało kwestię liczby szalup ratunkowych. Producent początkowo planował zainstalować jedynie 16 składanych szalup. Dopiero gwałtowne protesty późniejszego dyrektora stoczni Harland and Wolff, Alexandra Carlisle’a sprawiły, że na dachach kwater oficerskich na pokładzie szalupowym pojawiły się jeszcze cztery dodatkowe łodzie ratunkowe. Na początku 1910 roku Bruce Ismay odrzucił propozycję Carlisle’a dotyczącą zainstalowania 48 szalup – zdolnych pomieścić łącznie 2886 osób – jako rozwiązania zbyt kosztownego i „zaśmiecającego pokład”. Stwierdził, że 1/3 tej liczby (16 szalup) w zupełności wystarczy.
Sprawa była jednak o wiele bardziej skomplikowana. W początkach XX wieku media nie miały jeszcze tak dużej siły oddziaływania jak obecnie. Prawdopodobnie zarząd stoczni ugiął się jednak pod naciskiem dziennikarzy, by nie montować dodatkowych łodzi. Nie wyjaśniono, kto ostatecznie podjął decyzję w sprawie liczby i pojemności szalup na pokładzie „Titanica”. Faktem jest jednak, że zarząd stoczni obawiał się niemiłej dyskusji w prasie w przypadku zwiększenia liczby szalup oraz opinii samych pasażerów, których według producenta dodatkowe łodzie mogłyby wystraszyć i zniechęcić do podróżowania statkami White Star Line.
Ostatecznie na „Titanicu”, a początkowo także na „Olympicu”, pojawiło się tylko 20 szalup mogących pomieścić jedynie 1100 osób, czyli połowę pasażerów i członków załogi. W owych czasach takie rozwiązanie było jednak normą. Podobnie było z konkurentami „Titanica”, w tym „Mauretanią” i „Lusitanią”. Dopiero katastrofa „Titanica” zwróciła uwagę na archaiczność przepisów bezpieczeństwa i zmusiła wszystkich producentów do instalowania na statkach szalup w liczbie wystarczającej dla wszystkich pasażerów i członków załogi.

### Układ i wystrój

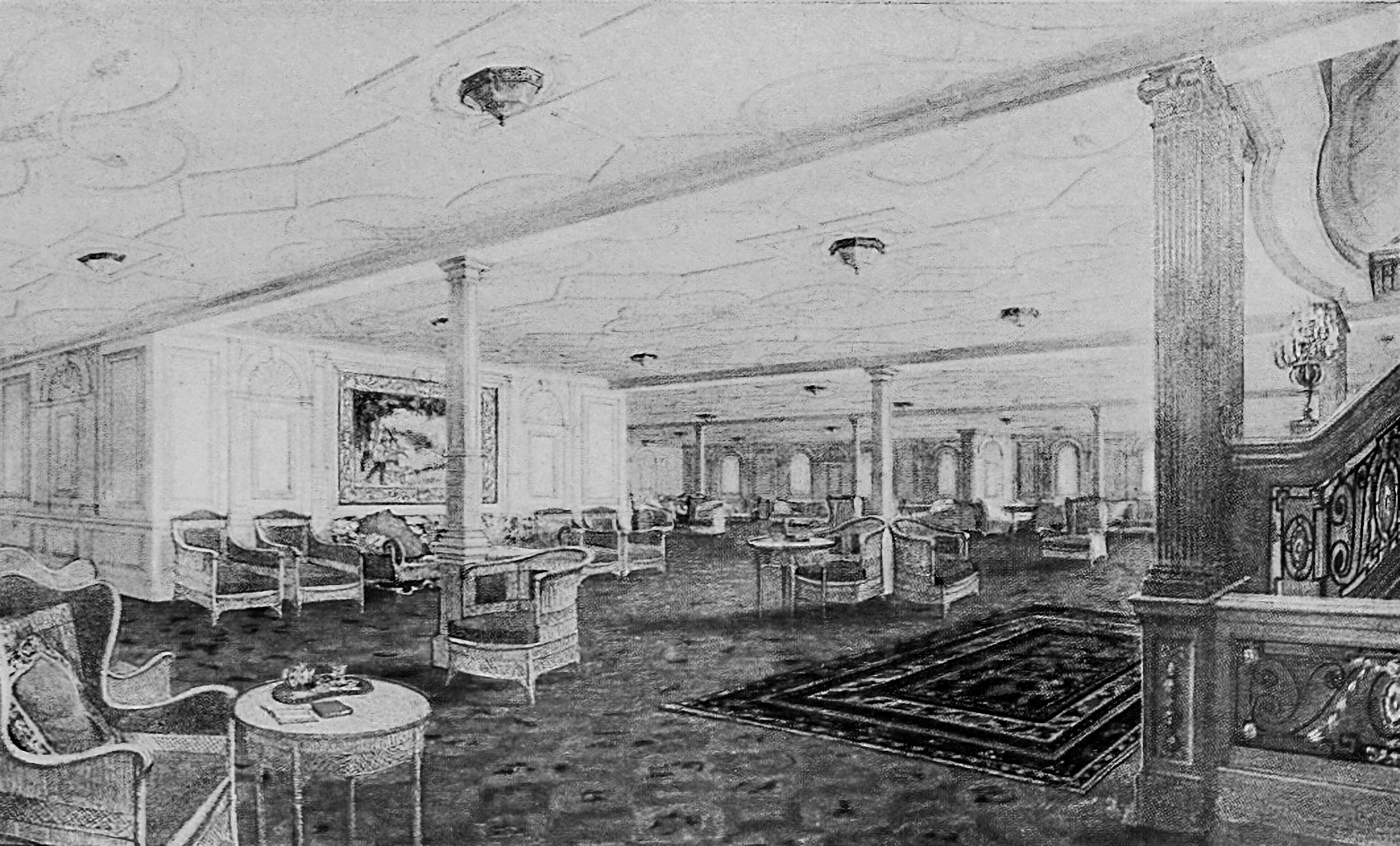
Rysunek przedstawiający salon pierwszej klasy na pokładzie D opublikowany w magazynie „The Shipbuilder” w 1911 roku

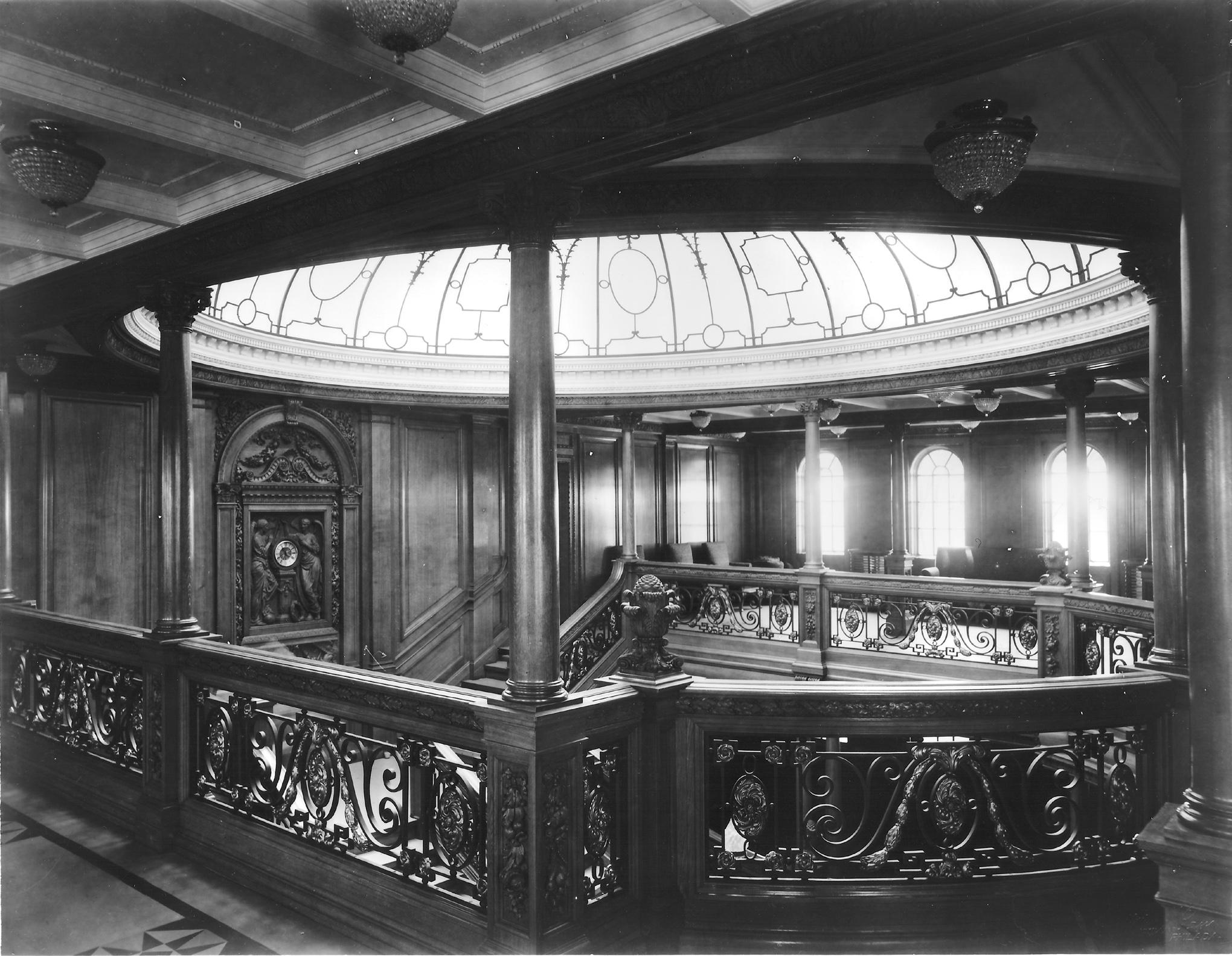
Schody na pokładzie pierwszej klasy na pokładzie RMS „Olympic”, statku siostrzanego RMS „Titanic”

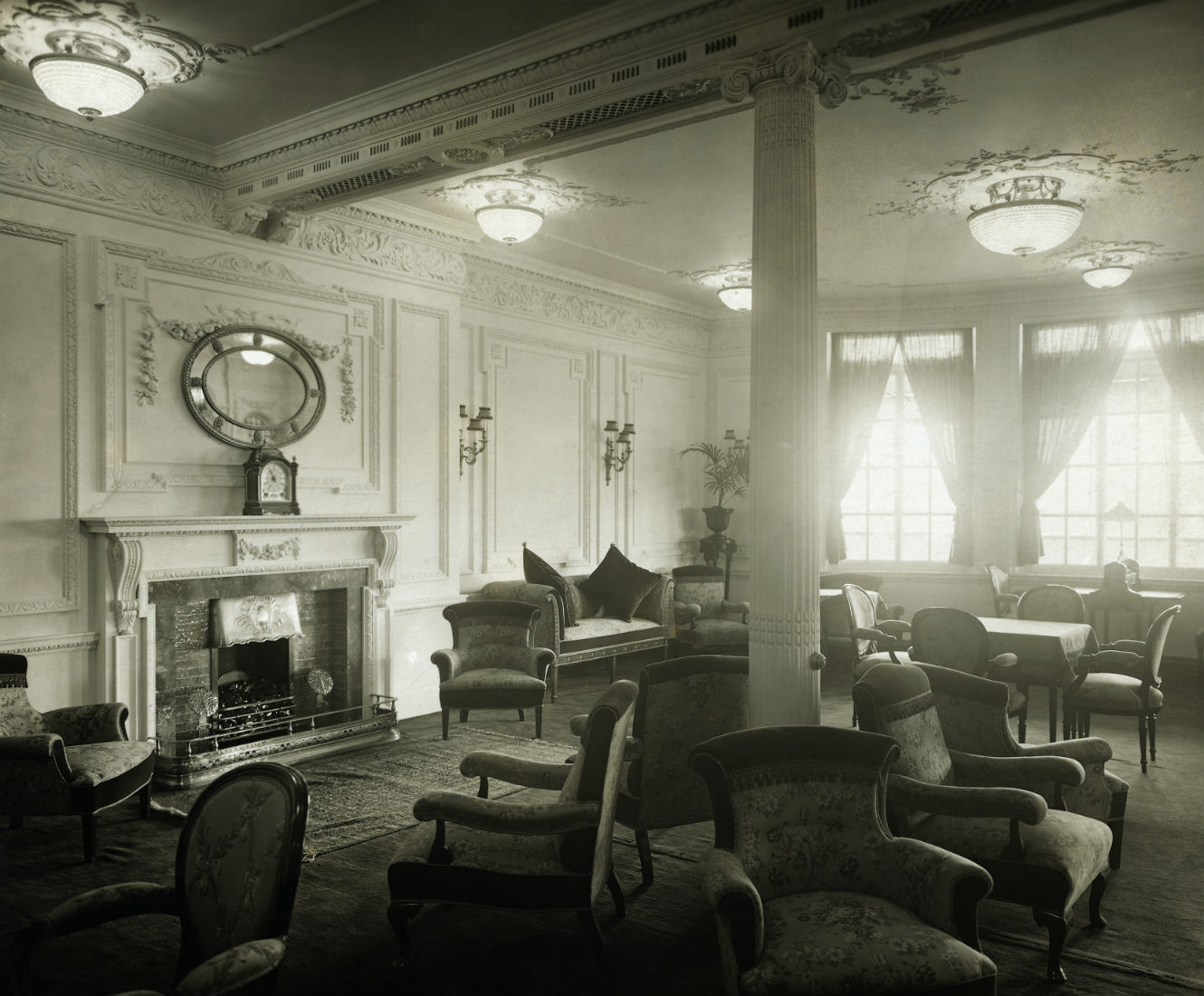
Jedno z pomieszczeń dla I klasy

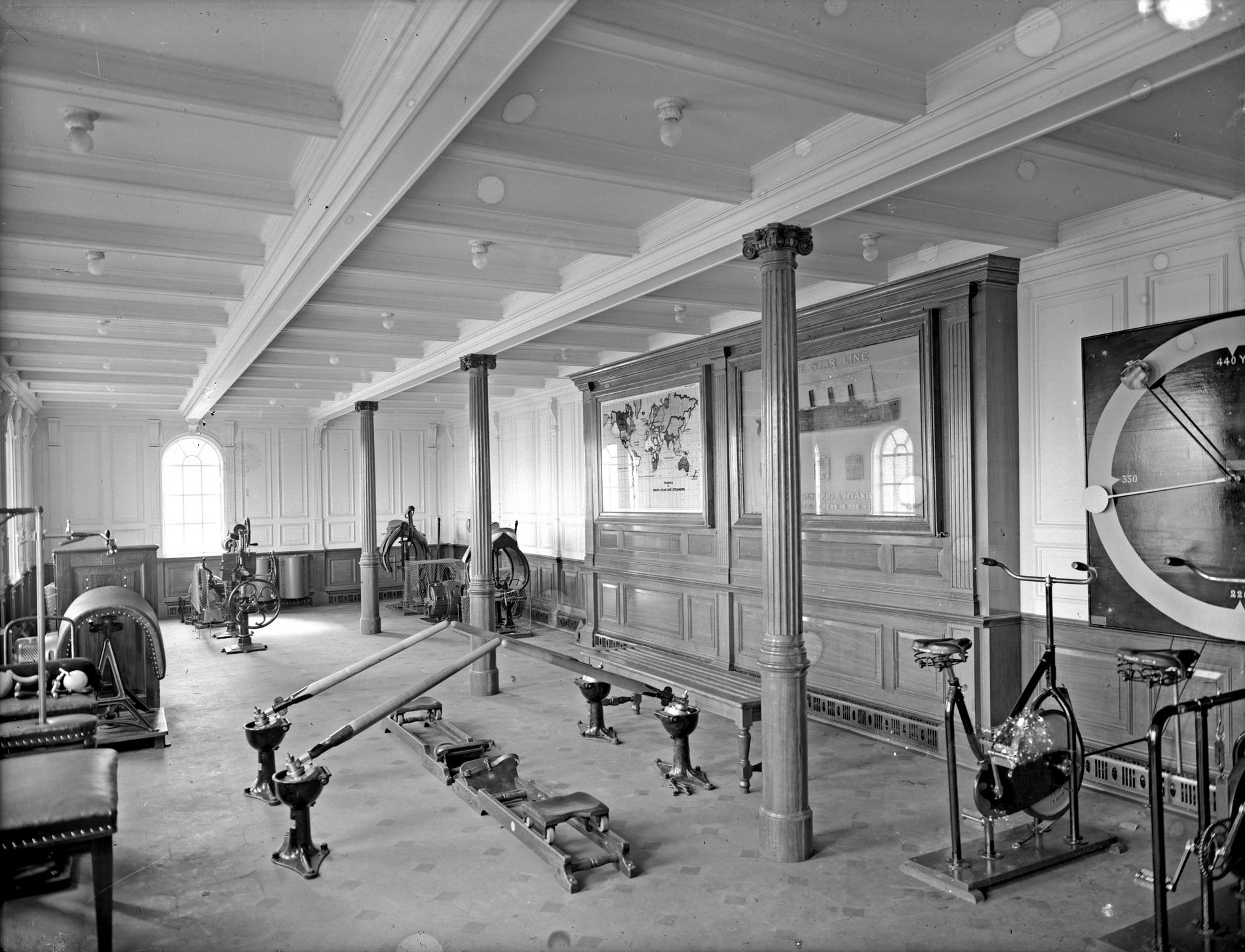
Sala ćwiczeń

Pokłady statku oznaczono literami alfabetu, od najwyższego pokładu łodziowego (spełniającego głównie funkcję pokładu spacerowego, a w razie niebezpieczeństwa ewakuacyjnego), potem A (głównie salony wypoczynkowe klasy pierwszej), B, C (na których mieściły się kabiny oraz apartamenty podwyższonego standardu klasy pierwszej i pomieszczenia klasy drugiej), D (jadalnie pierwszej i drugiej klasy obsługiwane przez jedną kuchnię), E, F, G (przeznaczone głównie dla kabin klas drugiej i trzeciej, pomieszczeń tychże klas oraz pomieszczeń załogi). Najniższymi pokładami były pokład dolny i denny, gdzie mieściły się kotłownie, maszynownie i ładownie.
Wizytówką przepychu „Titanica” była jego wielka dziobowa klatka schodowa pierwszej klasy. Schodziła od pokładu łodziowego do pokładu E, choć odcinek pomiędzy pokładami D i E nie był tak ozdobny. Jej sklepienie zdobił wielki świetlik z białego szkła. W dzień przedostawało się przez niego światło dzienne, a w nocy był podświetlany ogromnym, kryształowym żyrandolem. Klatka schodowa wykończona została w stylu króla Wilhelma i królowej Marii, otoczona balustradą w stylu Ludwika XIV. Prowadziła do recepcji pierwszej klasy na pokładzie D, skąd przechodziło się do sali jadalnej, pomieszczenia mającego 35 metrów długości i szerokość całego pokładu. Pasażerowie klasy pierwszej poza wieloma salonami, restauracjami i kawiarniami mieli do dyspozycji także łaźnię turecką, krytą pływalnię, siłownię, salon fryzjerski oraz ciemnię fotograficzną. Statek był rozplanowany tak, by posiadać dwie eleganckie klatki schodowe. Oprócz wyżej wymienionej, „Titanic” posiadał identyczną drugą klatkę schodową, prowadzącą jednak jedynie do pokładu C i spełniającą inną funkcję. Wokół pierwszej klatki schodowej skupione były najbardziej eleganckie pomieszczenia dla pasażerów, w tym rozległy salon, klub dyskusyjny (Smoking Room), w którym pasażerowie mogli grać w brydża i pokera, werandy jadalne, restauracja, ekskluzywna kawiarnia w stylu paryskim oraz czytelnia dla pasażerów klasy pierwszej.
Kabiny pasażerskie przewyższały wykonaniem i wystrojem każdą na jakimkolwiek innym statku. Klasa pierwsza, poza zwykłymi kajutami, oferowała luksusowe apartamenty urządzone w rozmaitych stylach (m.in. empire, Ludwika XIV, Ludwika XV, Ludwika XVI, królowej Anny, staro- i nowoholenderskim) i wariantach kolorystycznych. Wiele miało oddzielne garderoby, a za większą cenę do dyspozycji pasażerów pozostawały prywatne łazienki. W skład dwóch najbardziej luksusowych zespołów apartamentów na pokładzie B wchodziły prywatne saloniki oraz promenady. „Titanic” ustanawiał także całkowicie nowe standardy przewozu pasażerów międzypokładu.

### Kapitan

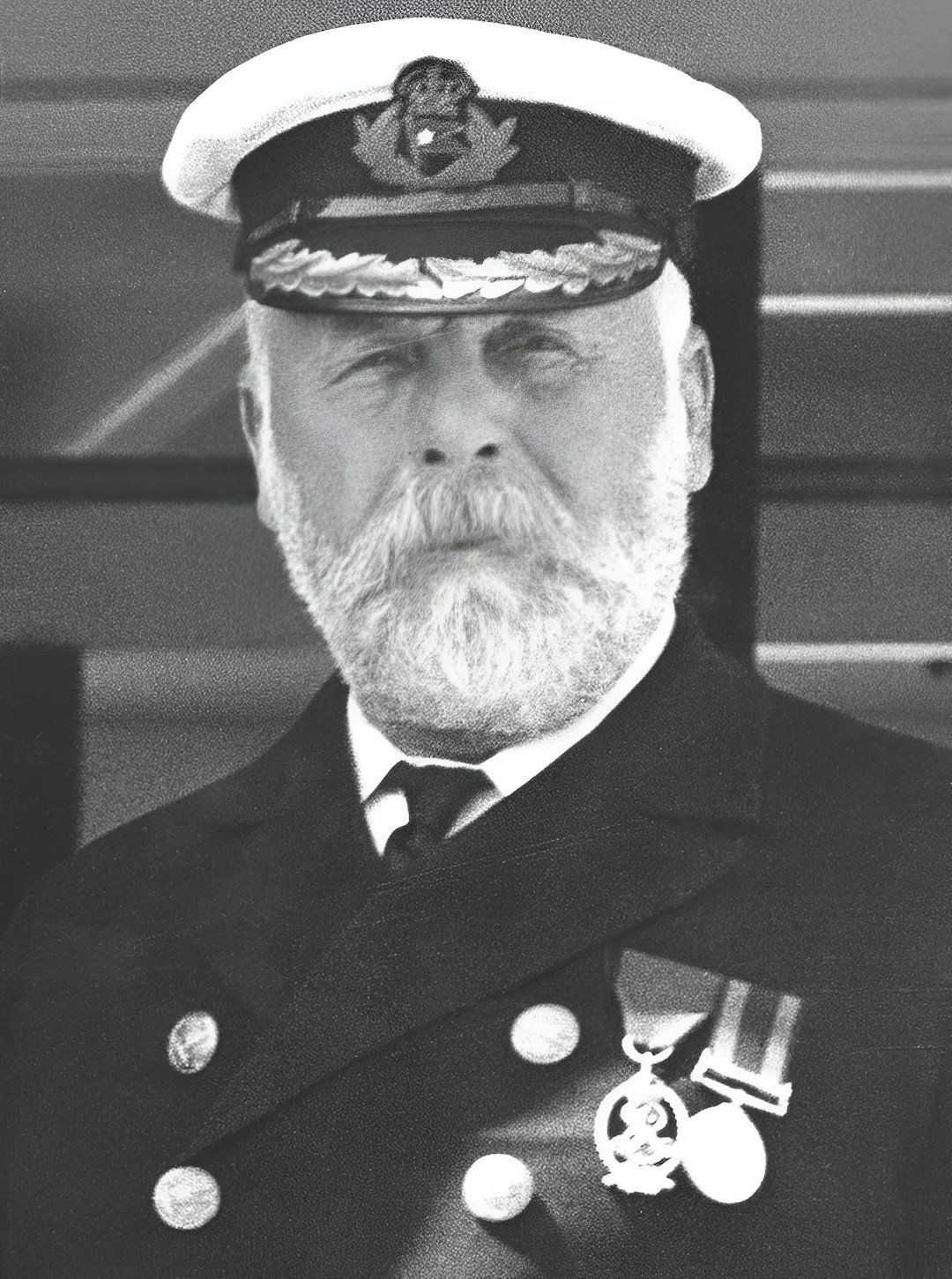
Edward John Smith

Kapitanem mianowanym przez kompanię White Star Line został Edward John Smith, wieloletni pracownik tego armatora. Rejs „Titanikiem” miał być dla niego ostatnim przed przejściem na emeryturę. Będąc wcześniej przez dwa lata kapitanem Olympica, był jedynym człowiekiem mogącym się pochwalić doświadczeniem w kierowaniu tak dużymi jednostkami. Cieszył się uznaniem załogi i pasażerów. Mógł poszczycić się wspaniałą karierą na morzu – szacuje się, że w czasie 26 lat służby dla White Star Line przepłynął prawie dwa miliony mil morskich. Zapytany o swoją służbę, odpowiedział:

Jeśli ktoś zadaje mi pytanie, w jaki sposób najlepiej mógłbym scharakteryzować doświadczenie prawie czterdziestu lat spędzonych na morzu, odpowiadam zazwyczaj trzema słowami: „nic godnego uwagi”. Owszem, zdarzały się zimowe wichury i sztormy, mgła itd., ale w całej mojej karierze nie zdarzył mi się wypadek czy coś innego, nad czym warto byłoby się rozwodzić. Nigdy nie widziałem rozbicia się statku, nigdy sam nie doświadczyłem katastrofy, nigdy nie znalazłem się w sytuacji na tyle trudnej, by przyjąć, że rzeczywiście grozi ona poważnym wypadkiem.

W rzeczywistości, statki, których kapitanem był Smith, kilka razy weszły na mieliznę lub nabrzeże, a 20 września 1911 roku dowodzony przez niego „Olympic” zderzył się z krążownikiem HMS „Hawke”, co skończyło się poważnymi uszkodzeniami obu jednostek.
White Star Line uhonorowała kapitana Smitha prestiżowym przeniesieniem z „Olympica” na „Titanica”, by uhonorować jego karierę rejsem największym, najbardziej luksusowym i najbezpieczniejszym statkiem świata. W wieku 62 lat Smith miał przejść na emeryturę. O bezpieczeństwie „Titanica” powiedział:

Nie potrafię sobie wyobrazić warunków, które mogłyby spowodować zatonięcie tego statku, ani żadnego rzeczywiście poważnego wypadku, jaki mógłby mu się przytrafić. Współczesne budownictwo okrętowe ma już tego rodzaju problemy daleko za sobą.

Kapitan został na statku aż do zatonięcia.

### Wypłynięcie

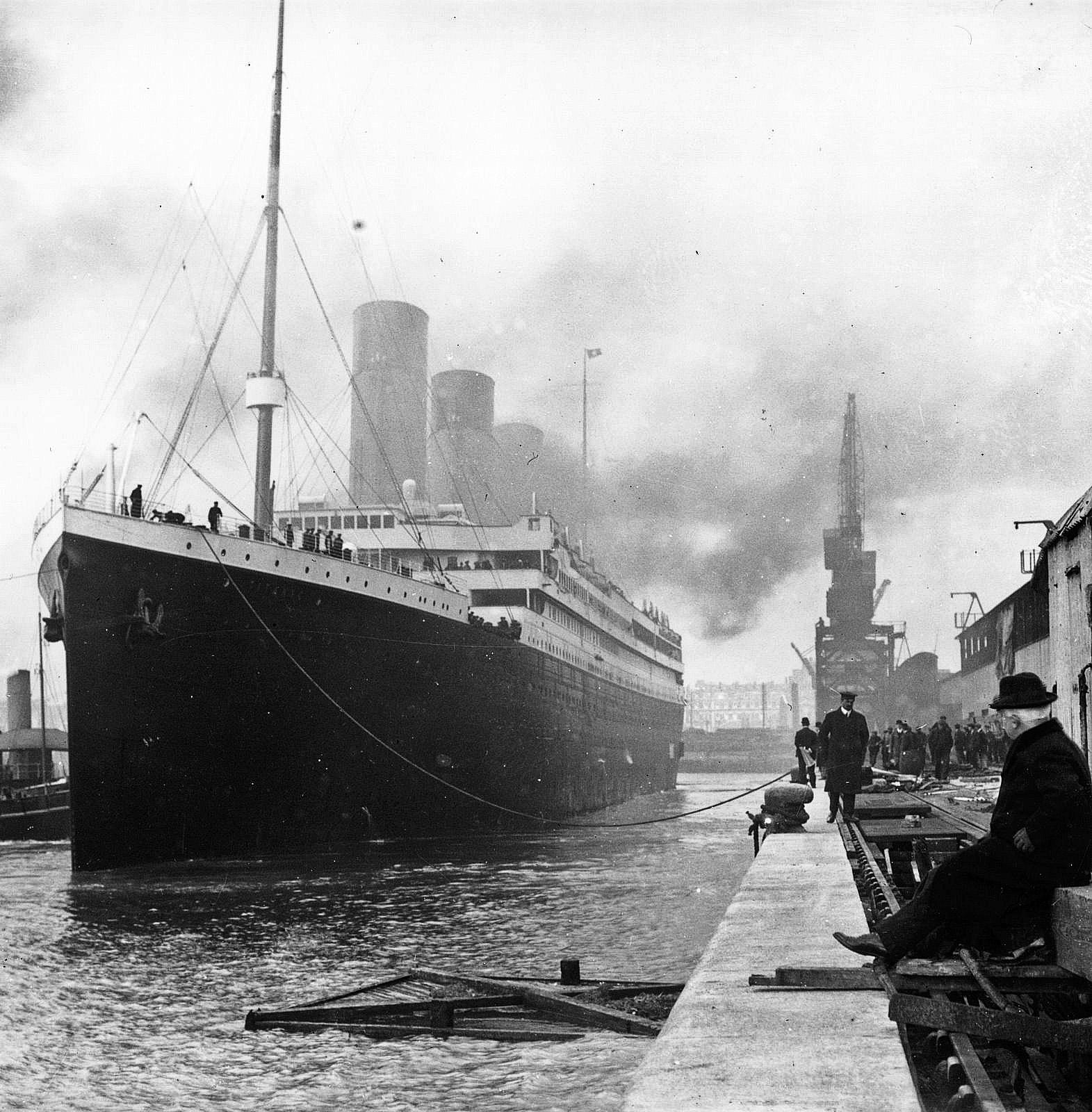
„Titanic” podczas swojego dziewiczego rejsu w Southampton

Niedługo przed pierwszym rejsem, na życzenie kapitana Smitha, nastąpiła zmiana na stanowiskach oficerskich. Stanowisko pierwszego zastępcy, tzw. chiefa, objął Henry Wilde, który pływał ze Smithem na „Olympicu”. W tej sytuacji dotychczasowy starszy oficer (zastępca kapitana), William Murdoch, objął stanowisko pierwszego oficera. Kapitan planował tę zmianę tylko na jeden rejs. Te przetasowania spowodowały niejasny podział obowiązków, skutkujący chociażby tym, że marynarze z bocianiego gniazda nie mieli do dyspozycji nawet lornetki. Zabrał ją do kajuty drugi oficer, David Blair, który, gdy został w trybie pilnym przeniesiony na równorzędne stanowisko na innym statku, w zamieszaniu zapomniał zwrócić sprzęt. Nie było również na pokładzie najsłynniejszego wówczas na świecie radiotelegrafisty, Jacka Binnsa, który zasłynął niesamowitym hartem ducha, gdy w 1906 roku jako telegrafista koordynował działania ratownicze wokół innego statku White Star Line – „Republica”. Wówczas prawie wszyscy zostali uratowani, a Binns zyskał międzynarodową sławę. Miał objąć posadę radiotelegrafisty nowego statku White Star Line, jednak w obliczu konieczności szybkiego podjęcia pracy w Ameryce wypłynął kilka dni wcześniej statkiem „Minnesota”.
Długotrwałe strajki węglowe w Wielkiej Brytanii na początku 1912 r. spowodowały, że niektóre rejsy statków White Star Line zostały odwołane, by nie opóźniać wypłynięcia „Titanica”. Statek został ostatecznie zaopatrzony w pełny zapas węgla, a ci, którzy mieli wykupione bilety na jednostki przymusowo cumujące, otrzymali bezpłatne bilety na „Titanica”.
Dzień przed wypłynięciem w dziewiczy rejs w piątej kotłowni „Titanica”, tuż przy grodzi wodoszczelnej, zapalił się z nieznanych przyczyn skład węgla. Ogień udało się opanować, lecz uszkodził on gródź wodoszczelną, którą potem zasmarowano olejem i zamaskowano. Wiadomość tę trzymano w ścisłej tajemnicy przed pasażerami z obawy przed ich utratą.
Punktualnie w południe 10 kwietnia 1912 r. długi i głęboki ryk syren „Titanica” dał znać, że nadszedł czas wypłynięcia. Był to znak dla holowników, by stanęły w dryf. Wydano rozkaz „Cała naprzód!”, a gdy trzy potężne śruby zaczęły się obracać, „Titanic” z wolna ruszył.
Wypłynięcie statku nie przebiegało bez problemów – o mało nie doszło do zderzenia z mniejszym statkiem „New York”, który oderwał się od lin cumujących, porwany ssącym kilwaterem nowej jednostki White Star Line. Przerwa, jaką spowodował ten incydent, trwała godzinę i została wykorzystana na błyskawiczną inspekcję statku. Część pasażerów potraktowała to wydarzenie jako niepokojące i wysiadła w porcie w Queenstown. Ta decyzja – jak się okazało – prawdopodobnie uratowała im życie. Innym wydarzeniem był żart jednego z palaczy – wychylił się on przez będący atrapą czwarty komin statku, cały umorusany pyłem. Wywołało to przerażenie u niektórych pasażerów, którzy również woleli wysiąść w porcie w Queenstown.

### Przebieg rejsu

Przebieg planowanej trasy z zaznaczonym miejscem katastrofy, z Southampton (Wielka Brytania) przez Cherbourg (Francja), Queenstown (Irlandia) do Nowego Jorku (USA)

Kolejne etapy rejsu przebiegały bezproblemowo. Z Southampton „Titanic” wziął kurs na Cherbourg we Francji, skąd zabrał na pokład około 150 pasażerów z mniejszego statku „Nomadica”. Po godzinie 20:00 skierował się na ostatni przystanek w Europie – irlandzkie Queenstown. Na pełny ocean wypłynął rano, zabierając wcześniej dostawę poczty oraz wysadzając pasażerów, którzy wykupili bilet jedynie na tę część rejsu. 11 kwietnia 1912 r. „Titanic” wypłynął w kierunku Nowego Jorku – celu jego dziewiczego rejsu. O godzinie 13:30 wokół statku rozciągał się już tylko niczym niezmącony widok oceanu.
Czwarty dzień rejsu był dniem niepogodnym, aczkolwiek ocean był spokojny. Po popołudniowym lunchu pasażerowie korzystali z wszelkich udogodnień oferowanych przez luksusową jednostkę White Star Line. Niewiele osób decydowało się na spacer po pokładzie, nieprzyjemna pogoda była również przyczyną odwołania zaplanowanych wcześniej prób opuszczenia łodzi ratunkowej (archaiczna formuła testów polegała wówczas na wejściu kilku oficerów do szalup, a następnie opuszczeniu ich z takim obciążeniem).
Wieczorem 14 kwietnia 1912 r. temperatura wody spadła w okolice temperatury zamarzania. Księżyc był bliski nowiu. Ostrzeżenia o krach i polach lodowych były odbierane przez operatorów radiotelegrafu przez kilka ostatnich dni. Jedyną reakcją ze strony mostka kapitańskiego było skierowanie statku nieco bardziej na południe. Należy jednak dodać, że przed katastrofą „Titanica” nie było żadnych reguł nakazujących przekazanie odebranych wiadomości na mostek. Zależało to jedynie od dobrej woli radiooperatora. Łączność radiotelegraficzna była nowinką techniczną i przez większą część czasu radiooperatorzy zajęci byli wysyłaniem wiadomości i życzeń od pasażerów, a nie ostrzeżeniami o górach lodowych. Z sześciu odebranych depesz tylko jedna trafiła w ręce kapitana Smitha. Jedną miał Bruce Ismay, zaś reszta krążyła pomiędzy oficerami a radiooperatorami.
Tej niedzieli o 13:45 statek SS „America” przesłał „Titanicowi” depeszę, z której wynikało, że największy parowiec świata mknie prosto ku polu lodowemu. Z nieznanych przyczyn ta wiadomość nigdy nie trafiła na mostek kapitański.

## Katastrofa

### Zderzenie

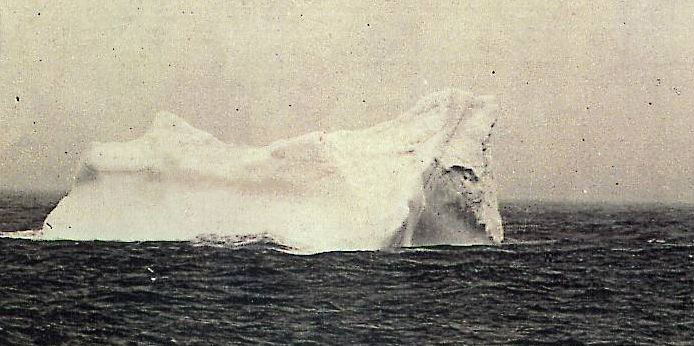
Góra lodowa, z którą prawdopodobnie zderzył się „Titanic” (zauważono na niej ślady czerwonej farby, jaką pokryta była podwodna część statku)

Schemat uszkodzeń, zadanych statkowi przez górę lodową

Krótko przed godziną 23:40 14 kwietnia 1912 r. marynarze z bocianiego gniazda, Frederick Fleet i Reginald Robinson Lee, zauważyli na wprost statku odcinający się na rozgwieżdżonym niebie czarny zarys – górę lodową. Pierwszy z nich natychmiast zadzwonił trzy razy gongiem, a następnie zasygnalizował na mostek kapitański: „Góra lodowa tuż przed nami”. Etykieta panująca na statku spowodowała, że jedynym słowem, które usłyszał od oficera Moody’ego było „Dziękuję” (ang. Thank you). W tym momencie góra lodowa była lepiej widoczna z poziomu mostka kapitańskiego. Pierwszy oficer, William Murdoch, chcąc uniknąć zderzenia, wydał sternikowi Robertowi Hichensowi rozkaz „mocno prawo na burt” (Hard a starboard, co oznaczało, że statek ma skręcić w lewo, ponieważ w tamtych czasach wydawano komendy nie na ster, ale na rumpel), a maszynowni „cała wstecz” (Full astern). Od zauważenia góry lodowej do momentu kolizji minęło około 37 sekund. Trudno powiedzieć, czy Murdoch wiedział, że statek i tak uderzy o górę lodową.
Od samego początku mechanizm powstania uszkodzeń kadłuba wzbudzał kontrowersje. Początkowo powszechnie przyjmowano teorię „rozdarcia”, która stwierdzała, że ostre krawędzie lodu rozdarły poszycie statku na długości 6 przedziałów dziobowych. Jednakże od samego początku była widoczna słabość tej teorii polegająca na tym, że takie rozdarcia obserwowano głównie w zderzeniach statków z niektórymi skałami, a lód jest kruchszy od tych skał (i mniej twardy), co oznaczałoby, że w zderzeniu z grubymi stalowymi blachami poszycia „Titanica” prędzej zniszczeniu uległyby ostre krawędzie lodu. Teorię rozdarcia obaliły ostatecznie obliczenia hydrodynamiczne. Na podstawie szybkości nabierania przez „Titanic” wody ustalono, że przedostawała się ona do kadłuba przez nieszczelności o łącznej powierzchni zaledwie 1,18 m², a ponieważ woda napływała do 6 przedziałów, to rozdarcie musiałoby mieć długość ok. 90 metrów, co oznaczałoby, że jego szerokość musiałaby wynosić co najwyżej około 1–1,5 cm, co jest niemożliwe, ponieważ rozdarcia poszycia statków mają co najmniej kilkadziesiąt cm szerokości. Po obaleniu teorii „rozdarcia” przez wiele lat przyjmowana była teoria „kruchych blach”. Na podstawie analizy składu stali, z jakiej wykonano blachy poszycia, ustalono, że jest ona kruchsza w niskich temperaturach (ok. 0 °C) i nie spełnia norm; przyjęto więc, że wskutek zderzenia kruche blachy poszycia popękały, co doprowadziło do dostania się wody do wnętrza kadłuba. Jednakże krytycy tej teorii po pierwsze zauważyli, że normy, z jakimi porównywano stal z blach poszycia pochodziły z 1948 r. i lat późniejszych, a po drugie blachy poszycia „Titanica” były stosunkowo grube, ponieważ projektanci zdawali sobie sprawę z możliwości ówczesnej metalurgii. Eksploracja wraku ostatecznie nie potwierdziła tej teorii.
Obecnie obowiązuje teoria „wadliwych nitów”. W XIX i na początku XX w. blachy poszycia statków łączono nitami. Tradycyjnie stosowano nitowanie ręczne. Najpierw nity były wykuwane na miejscu przez kowali, a następnie umieszczane przez czteroosobowe zespoły nitownicze złożone z podgrzewacza, chwytacza, trzymacza i grzmociarza – podgrzewacz rozżarzał nit do czerwoności, chwytacz obcęgami umieszczał go w otworze, trzymacz podtrzymywał główkę narzędziem z jednej strony, a grzmociarz z drugiej strony zakuwał nit młotem. Zespoły nitownicze były wynagradzane od liczby założonych nitów. W celu przyspieszenia nitowania pod koniec XIX w. zaczęto coraz szerzej wprowadzać nitowanie maszynowe za pomocą nitownic hydraulicznych (nity były przygotowywane fabrycznie). W czasach budowy „Titanica” ręcznie nitowano tylko poszycie w miejscach, gdzie z powodu ciasnoty niemożliwe było zastosowanie nitownic (np. w przedziałach dziobowych „Titanica”). Kowale i nitownicy w celu uniknięcia całkowitego zastąpienia ich pracy nitowaniem maszynowym zaczęli dążyć do jak najszybszego nitowania (założyli, że jeśli będą szybko nitowali ręcznie, to stoczniom nie będzie się opłacał zakup nowych modeli nitownic zdatnych do użycia w ciasnych pomieszczeniach). W ramach tych działań kowale wykuwający nity zaczęli dodawać do przekuwanej stali szlakę. Dodatek ten zwiększał zawartość węgla w stali, przez co stawała się ona kowalniejsza – wbicie nitu wymagało podgrzewania go do nieco niższej temperatury, a także mniejszej liczby uderzeń młota, co przyspieszało pracę zespołów nitowniczych. Okazało się jednak, że takie nity są o wiele bardziej kruche i nie są w stanie znieść większych obciążeń (takich jak nity wbijane hydraulicznie, gdzie nie był dodawany żużel). Podczas zderzenia z górą lodową arkusze blachy poszycia wytrzymały (co najwyżej uległy niewielkim ugięciom), ale równocześnie część nitów je łączących uległa zniszczeniu (główki zostały ścięte), pomimo że powinny były wszystkie wytrzymać. W rezultacie pomiędzy arkuszami blachy powstały szczeliny, przez które woda dostała się do kadłuba.
Bezpośrednio w wyniku uszkodzeń woda zaczęła się wlewać do sześciu pierwszych przedziałów. „Titanic” według obliczeń mógł utrzymać się na wodzie przy zalanych maksymalnie czterech kolejnych przedziałach. Równocześnie szybkość napływu wody przekraczała możliwości jej usuwania przez pompy. W rezultacie doszło do zanurzania się dziobu „Titanica” i w końcu woda z zalanych przedziałów zaczęła się przelewać nad sięgającymi pokładu E (miejscami – pokładu D) grodziami wodoszczelnymi chroniącymi kolejne przedziały.
Tradycyjnie przyjmowano, że opóźnione dostrzeżenie góry lodowej wynikało z braku lornetki na wyposażeniu obsady bocianiego gniazda. Jednakże obecnie przyjmuje się, że obecność lornetki niewiele zmieniłaby w sytuacji. Po pierwsze lornetka zawęża pole widzenia, przez co dostrzeżenie przeszkody może zostać opóźnione. Po drugie ówcześnie nie prowadzono stałej obserwacji morza przez lornetkę, a tylko posługiwano się nią w przypadku zauważenia jakiegoś obiektu gołym okiem (a góra lodowa została dostrzeżona bardzo późno w ten sposób). Przyjmuje się, że ważniejsze były inne czynniki:
- „niebieska góra lodowa” – góra niedawno się przewróciła i była pokryta warstwą soli, która rozpraszała padające światło, przez co nie był widoczny charakterystyczny odblask lodu (typowy dla „białych gór lodowych”);
- bezwietrzna pogoda – brak wiatru uniemożliwił powstanie spienionej fali przyboju, która umożliwiłaby wcześniejsze dostrzeżenie góry lodowej;
- niewystawienie obserwatorów na pokładzie – ówcześnie podczas konieczności nocnej żeglugi przez pola lodowe stosowano zwykle wystawianie obserwatorów na pokładzie (tak postąpił kapitan „Carpathii”), których zadaniem była obserwacja gwiazd nad horyzontem na wprost dziobu; w przypadku obecności „niebieskiej góry lodowej” bez fali przyboju można było ją zauważyć z wyprzedzeniem poprzez obserwację znikania gwiazd nad horyzontem w polu widzenia.

Częsta w opisach katastrofy jest także krytyka Williama Murdocha za próbę ominięcia góry lodowej. Krytycy stwierdzają, że powinien był on uderzyć dziobem w górę lodową, bo w takiej sytuacji zostałyby zalane co najwyżej 2 przedziały dziobowe, co umożliwiłoby utrzymanie się statku na powierzchni. Krytyka opiera się na analizie przebiegu katastrofy po niej, w „ciszy gabinetów”. W tamtym momencie, w ciągu niecałych 40 sek. od spostrzeżenia góry do otarcia się o nią, działanie Murdocha były naturalnie racjonalne. Każdy oficer, na jakimkolwiek statku, który nie podjąłby próby ominięcia przeszkody, byłby prawie na pewno zagrożony pozbawieniem prawa do pływania w najbardziej skrajnym przypadku, bowiem udowodnienie, że uderzenie byłoby lepszym wyjściem, byłoby i jest w tej i innych podobnych sytuacjach praktycznie niemożliwe.

### Zatonięcie

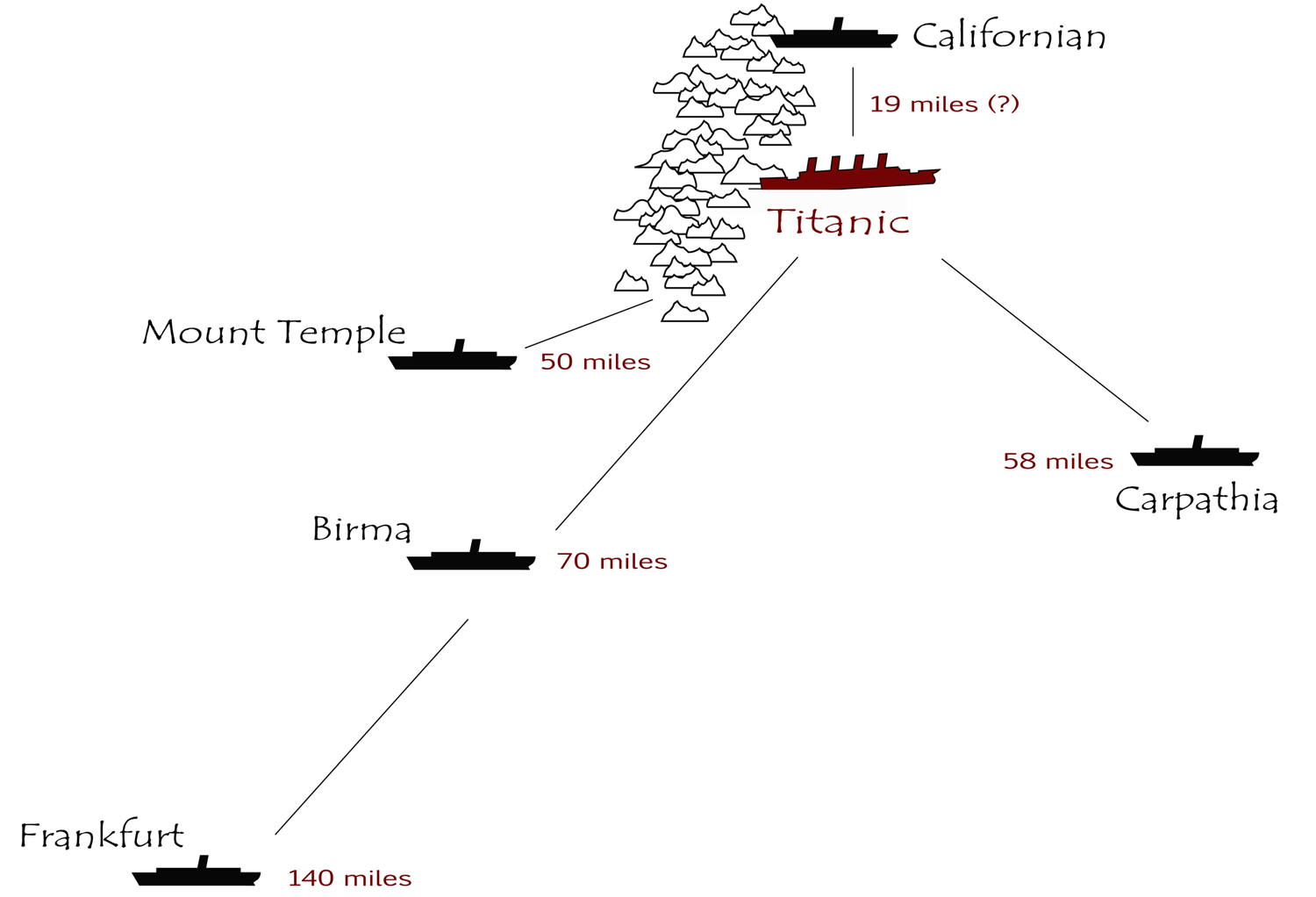
Mapa przedstawiająca położenie jednostek najbliższych tonącemu „Titanicowi”

Wizualizacja zatonięcia „Titanica”

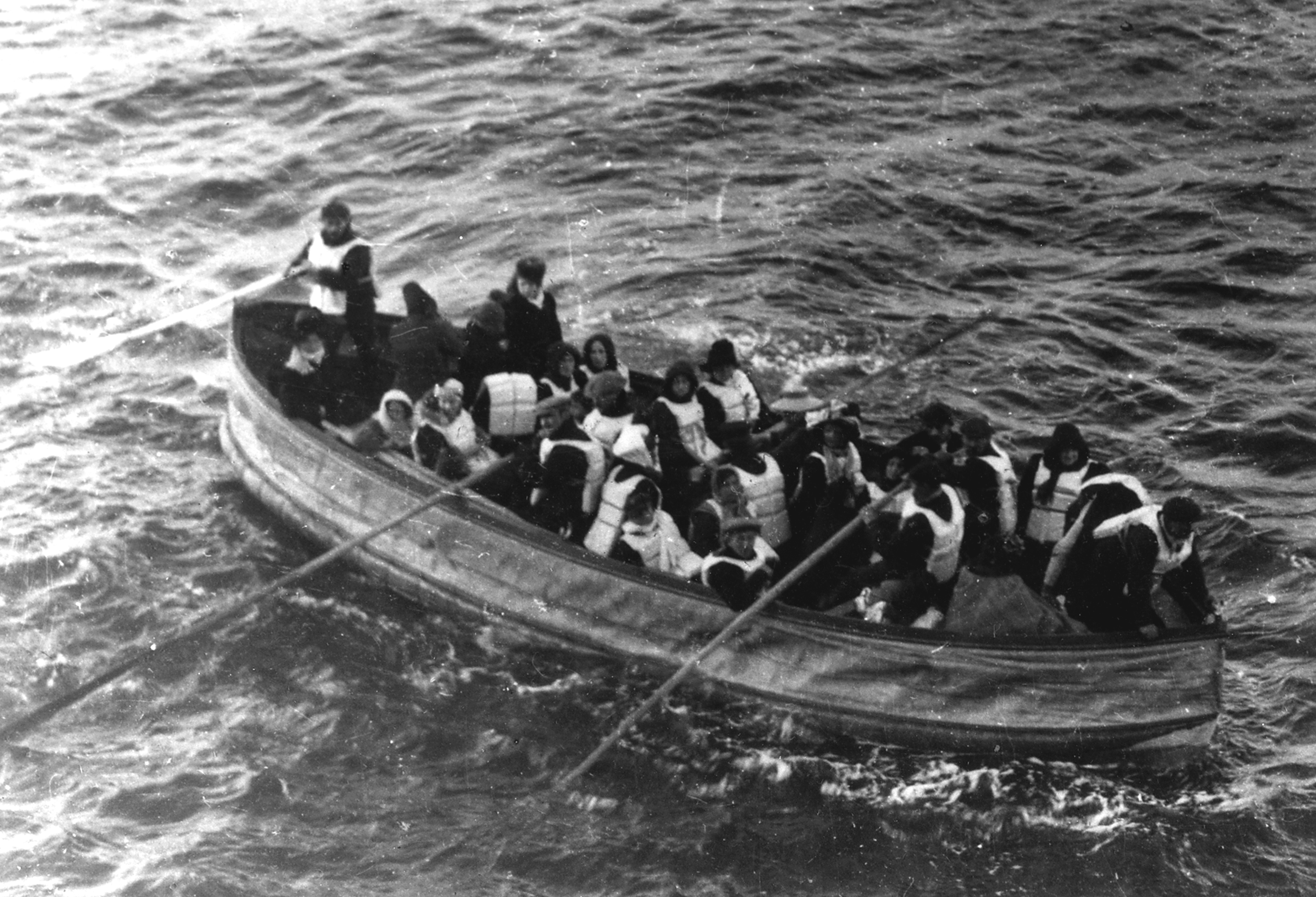
Jedna z dryfujących szalup z rozbitkami

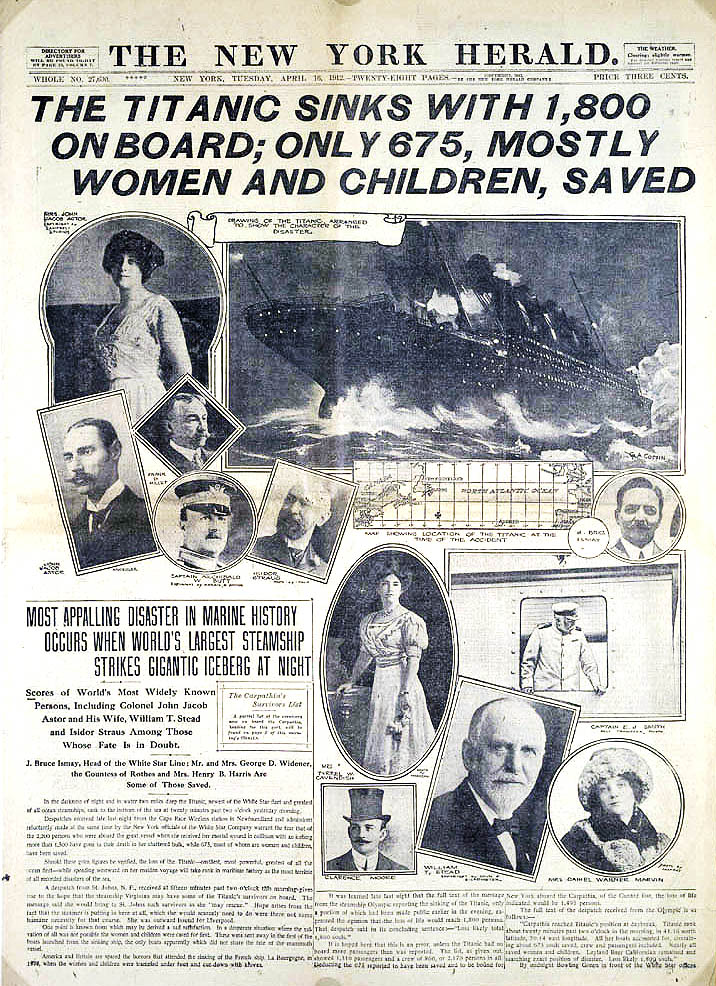
Czołówka nowojorskiej gazety „New York Herald”. Nagłówek głosi: „Titanic tonie z 1800 ludźmi na pokładzie, tylko 675 ocalałych, głównie kobiety i dzieci”

Początkowo nikt nie zdawał sobie sprawy z powagi sytuacji – uderzenie wyczuli jedynie pasażerowie trzeciej klasy z przedniej części statku. Dla reszty jedynym niepokojącym sygnałem mogło być zastopowanie maszyny. Na oględziny statku niezwłocznie wybrał się kapitan Smith wraz z cieślą okrętowym i konstruktorem statku – Thomasem Andrewsem. Kiedy około 20 minut po północy wrócili na pokład, Andrews stwierdził jednoznacznie, że statek zatonie w ciągu około półtorej godziny. Natychmiast została podjęta decyzja o rozpoczęciu nadawania sygnału wzywania pomocy – CQD/SOS. Za tym poszedł rozkaz przygotowania szalup do opuszczenia i umieszczania w nich w pierwszej kolejności kobiet i dzieci.
W trakcie tych działań, w oddali po prawej burcie, zostały zauważone światła jakiegoś statku. W związku z tym kapitan Smith polecił wystrzeliwać białe rakiety, które należały do zestawu różnych środków wzywania pomocy na morzu (tej nocy wystrzelono ich łącznie osiem). Oficerowie tonącego statku widzieli na horyzoncie inny, średniej wielkości statek, który nie reagował na sygnały świetlne dawane przez oficera Boxhalla być może dlatego, że rakiety były białe – rakiety ostrzegawcze mają kolor czerwony – więc załoga mogła pomyśleć, że jest to jedna z atrakcji pasażerów „Titanica”. Owym statkiem był „Californian”; jego kapitanem był Stanley Lord. Wieloletnie śledztwo po katastrofie ujawniło, że mógł on pospieszyć z pomocą tonącemu „Titanicowi”, ale dowodzony przezeń statek nie zrobił tego.
Na jaw wyszła archaiczność przepisów Brytyjskiej Izby Handlowej. Przepis stanowiący o obowiązkowej liczbie miejsc w szalupach statku – ustalanej na podstawie wyporności, okazał się absurdalny. Dla „Titanica” wiążącym punktem tego przepisu była następująca zasada: statek pełnomorski o wyporności powyżej 10 000 BRT musi mieć minimum 16 szalup ratunkowych mogących pomieścić 550 osób i mających powierzchnię nie mniejszą niż 260 metrów kwadratowych – oraz musi mieć tratwy o pojemności 75% szalup. „Titanic” spełniał te wymagania z dużą nawiązką, jednak w owych czasach nikt nie zdawał sobie sprawy z rozbieżności między przepisem skonstruowanym dla jednostek czterokrotnie mniejszych od „Titanica” a rzeczywistymi warunkami na gigantycznym liniowcu. Łodzi ratunkowych na statku było za mało. Szesnaście zawieszonych na żurawikach szalup wraz z szalupami składanymi i tratwami mogło pomieścić co najwyżej 1170 osób (w rzeczywistości szalupy opuszczały statek w połowie puste z powodu niewiedzy oficerów o ich ładowności).
Pierwszą szalupą opuszczoną na wodę 40 minut po północy miała numer 7. Na 65 miejsc, które zapewniała, zajętych było jedynie 28. Początkowo pasażerowie nie byli skłonni do przesiadki z wyglądającego na niezagrożony, spokojnego i rozświetlonego statku do łodzi ratunkowej. Na rozkaz kapitana orkiestra zaczęła grać – miało to zapobiec panice. O fakcie, że dla połowy ludzi brak miejsca w szalupach, wiedziało jedynie kilku ludzi na pokładzie. Objawy paniki można było zauważyć dopiero między godziną pierwszą a drugą w nocy. Wtedy już gołym okiem było widać nienaturalne pochylenie statku – ktokolwiek poszedłby w okolice mostka kapitańskiego, zobaczyłby dziób zanurzony całkowicie w wodzie. Jednocześnie powoli wynurzały się z wody trzy ogromne śruby okrętowe. Towarzyszyły temu ogromne naprężenia w elementach konstrukcji kadłuba – co chwilę słychać było odgłosy gwałtownie przemieszczających się mas stali i żelaza.
Przez cały czas radiooperatorzy Jack Phillips i Harold Bride wysyłali w eter wezwanie o pomoc. Komunikat zawierał następującą treść: „SOS-MGY, toniemy, potrzebujemy natychmiastowej pomocy”. Na wezwanie odpowiedziało kilka statków – „Mount Temple”, „Frankfurt” i „Olympic” – siostrzany statek „Titanica”. Wszystkie jednak były zbyt daleko („Olympic” w chwili zatonięcia „Titanica” był od niego oddalony o 500 mil morskich). Wbrew rozpowszechnionemu poglądowi „Titanic” nie był pierwszym statkiem, na którym użyto sygnału SOS. Sygnał ten został zatwierdzony w 1908 roku, lecz był rzadko używany przez brytyjskich radiooperatorów. Radiooperatorzy na „Titanicu” początkowo nadawali stary sygnał CQD, do momentu, gdy Bride, młodszy radiooperator, zasugerował Phillipsowi półżartem, by nadał nowy sygnał: „Nadaj SOS; to ten nowy sygnał, a to może być twoja ostatnia okazja, by go wysłać”. Od tego momentu Phillips nadawał na zmianę CQD i SOS. Statkiem, który był najbliżej i odpowiedział na wezwanie, była należąca do linii Cunard „Carpathia”, która do „Titanica” miała 58 mil morskich. Dystans ten mogła przebyć w ciągu czterech godzin, co i tak nie pozwalało zjawić się jej na czas.
Około 02:12 woda sięgnęła przedniej części pokładu spacerowego. Mniej więcej w tym czasie kapitan Smith zwolnił ze służby dwóch radiooperatorów „Titanica”. Ostatnie dwie składane szalupy zostały zwodowane wprost do oceanu – jedna z nich przewróciła się i pływała do góry dnem, druga była wypełniona w połowie wodą. O 02:16 przedni komin na skutek ciśnienia wody wokół jego obudowy zawalił się. Opadająca masa stali przygniotła dach kwater oficerskich i pływających w ich okolicy ludzi. Statek ciągle nabierał wody, osiągając przegłębienie na dziób przekraczające 15 stopni. Wszystkie nieprzymocowane elementy górnego pokładu zaczęły się zsuwać, spore nachylenie powodowało, że ludzie przewracali się i ześlizgiwali po deskach pokładu do oceanu.
O godzinie 02:17 zawalił się drugi komin. W tym czasie rury doprowadzające parę pękły, co spowodowało wyłączenie się generatorów prądu na zawsze. Tonący statek spowiły ciemności. Jednocześnie narastały złowieszcze odgłosy dobiegające z wnętrza statku. Statek złamał się w pobliżu śródokręcia, tuż przed trzecim kominem, który spadł na pasażerów w wodzie. Dziobowa część statku, która nabrała wody podczas tonięcia, natychmiast poszła na dno. Rufa tonęła wolniej z powodu zgromadzonego wewnątrz powietrza, unoszona pod kątem i przechylona na lewą burtę. Zniknęła pod wodą około godziny 02:22, 15 kwietnia 1912 r. Rufa statku osiadła po godzinie na dnie Atlantyku, na głębokości ok. 3802 metrów. Ocalałych, którzy uratowali się w szalupach, wzięła na pokład „Carpathia”, która dopłynęła na miejsce katastrofy około godziny 04:00 nad ranem.
| Czas zwodowania | Oznaczenie szalupy | Pojemność standardowa | Pojemność w momencie opuszczania |
| --------------- | ------------------ | --------------------- | -------------------------------- |
| 00:40           | 7                  | 65                    | 28                               |
| 00:45           | 5                  | 65                    | 36                               |
| 00:55           | 3                  | 65                    | 32                               |
| 01:00           | 8                  | 65                    | 25                               |
| 01:05           | 1                  | 40                    | 12                               |
| 01:10           | 6                  | 65                    | 22                               |
| 01:20           | 16                 | 65                    | 53                               |
| 01:25           | 14                 | 65                    | 40                               |
| 01:30           | 9                  | 65                    | 40                               |
| 01:30           | 12                 | 65                    | 42                               |
| 01:35           | 11                 | 65                    | 50                               |
| 01:35           | 13                 | 65                    | 55                               |
| 01:40           | 15                 | 65                    | 68                               |
| 01:45           | 2                  | 40                    | 17                               |
| 01:50           | 10                 | 65                    | 57                               |
| 01:50           | 4                  | 65                    | 30                               |
| 02:00           | C                  | 40                    | 43                               |
| 02:05           | D                  | 40                    | 20                               |
| 02:14           | A                  | 40                    | 12*                              |
| 02:15           | B                  | 40                    | 12**                             |
|                 | Całkowicie         | 1085                  | 686                              |

### Statki znajdujące się najbliżej „Titanica”
| Nazwa statku   | Odległość od „Titanica”   | Krótki opis reakcji na wezwanie |
| -------------- | ------------------------- | --- |
| „Californian”  | 16 km (10 mil morskich)   | Statek dryfował przed polem lodowym z na wpół wygaszonymi kotłami stosunkowo niedaleko tonącego „Titanica”. Dyżurna wachta widziała flary, ale z powodu niejednoznacznych przepisów (ustalonych dopiero po katastrofie), uznała je za zabawową iluminację obserwowanego statku. Radiooperator spał, ponieważ w tym czasie nie było obowiązku nocnych dyżurów „radia”. Nawet gdyby „Californian” rozpoczął próbę podejścia „Titanica” to i tak dotarłby tam kilka godzin po jego zatonięciu (przede wszystkim konieczność podniesienia ciśnienia pary w maszynie i odległość) co wykonał gdy rano „radio” wznowiło pracę i odebrano informację o katastrofie. |
| „Parisian”     | 80 km (50 mil morskich)   | Statek nie mógł podpłynąć do tonącego „Titanica” z powodu pola lodowego w którym utknął, ale pomógł w kierowaniu innych statków na miejsce katastrofy. |
| „Mount Temple” | 80 km (50 mil morskich)   | Otrzymał niewłaściwe współrzędne ponadto napotkał pole lodowe. Na miejsce katastrofy dotarł 11 minut po „Carpathii” (około godziny 4:11). |
| „Carpathia”    | 93 km (58 mil morskich)   | Statek odpowiedział na wezwanie tonącego „Titanica”. Dotarł jako pierwszy na miejsce katastrofy około godziny 4 nad ranem i podniósł wszystkich rozbitków z szalup. |
| „Birma”        | 113 km (70 mil morskich)  | Statek ten był przygotowany na ratunek, ale otrzymał złe współrzędne. |
| „Frankfurt”    | 225 km (140 mil morskich) | Gdy odebrał wezwanie o pomoc był około 8 godzin drogi od „Titanica”. Przypłynął na miejsce katastrofy około godziny 8 rano już po zakończeniu akcji ratunkowej przez „Carpathię”. |

### Liczba ofiar
Dane o ofiarach są niejednoznaczne – w zależności od źródeł. Spośród około 2208 pasażerów i załogi „Titanica” zginęło około 1496 osób. Przeżyło katastrofę tylko około 712. W katastrofie zginęli m.in. kapitan Smith, starszy oficer Wilde i pełniący wachtę w chwili katastrofy pierwszy oficer Murdoch. Zginęli wszyscy mechanicy, starszy radiotelegrafista Philips, który zmarł z zimna na przewróconej łodzi ratunkowej (ocalał drugi radiotelegrafista Bride, ratując się wraz z drugim oficerem, Lightollerem, na przewróconej łodzi) – cała orkiestra kierowana przez Wallace’a Hartleya i łącznie niemal 80% załogi. Z pasażerów I klasy zginęło nieco mniej niż połowa, z pasażerów II klasy około 60%, z pasażerów III klasy trzy czwarte. Wśród pasażerów-ofiar byli znani milionerzy John Jacob Astor IV i Isidor Strauss z żoną, adiutant prezydenta USA Archibald Butt, popularny dziennikarz William Thomas Stead, konstruktor statku Thomas Andrews. Przeżył katastrofę dyrektor linii Joseph Bruce Ismay, który niepostrzeżenie wsiadł do szalupy, za co został powszechnie potępiony jako uciekinier ze statku. Z ośmiu oficerów nawigacyjnych (licząc kapitana) ocalało czterech: drugi – Charles Lightoller, trzeci – Herbert Pitman, czwarty – Joseph Boxhall i piąty – Harold Lowe. Mimo że wszyscy czterej w chwili zatonięcia „Titanica” mieli już dyplomy kapitańskie, armator żadnemu z nich nie powierzył w przyszłości dowództwa żadnego statku.
W łodziach „Titanica” było miejsce dla ponad 1100 osób, ale wiele z nich odpłynęło od statku częściowo pustych (por. odpowiednią tabelkę w tymże artykule), ponieważ w pierwszej fazie tonięcia pasażerowie nie dostrzegali realnego zagrożenia, a poza tym statek miał być „niezatapialny”. Dopiero w dalszej fazie wypadku łodzie odpływały mniej lub bardziej pełne. Nie podjęto natomiast żadnej próby ratowania osób, które znalazły się w wodzie, chociaż stosowne rozkazy zostały wydane. Jedynie piąty oficer, Harold Lowe, rozdzielił pasażerów ze swej łodzi między inne łodzie i popłynął wydobywać z wody tych, którzy pływali w morzu, ale zrobił to zbyt późno i ocalił tylko kilka osób.
Przyczyn tak dużych strat w ludziach było wiele: od zbyt małej liczby łodzi ratunkowych, poprzez przestarzałe przepisy o wymogach oddzielenia pasażerów klasy trzeciej od reszty. W okresie budowy statku panowały bardzo optymistyczne nastroje co do bezpieczeństwa na morzu. Ostatnim poważniejszym zdarzeniem było zderzenie innego statku White Star Line – „Republica” w 1906 roku. Dzięki małym zniszczeniom oraz szybkiej pomocy zdołano uratować wszystkich pasażerów.
Do strat w ludziach należy również zaliczyć ofiary paniki w trakcie ucieczki. Niektórzy mężczyźni usiłowali przedrzeć się do szalup przed kobietami, co próbowali powstrzymać oficerowie – oddając strzały ostrzegawcze. Oficer Lowe zeznał później, iż kilkukrotnie strzelił wzdłuż burty statku by powstrzymać pasażerów z niższych pokładów przed wskoczeniem do opuszczanej łodzi ratunkowej, przy czym nie jest jasne czy trafiły one kogokolwiek. Zebrane w czasie śledztw relacje wskazują, iż w czasie wodowania ostatnich łodzi ratunkowych także Murdoch bądź towarzyszący mu intendent oddali dwa strzały z rewolweru w powietrze, zaś Lightoller groził użyciem broni, która jak twierdził w późniejszych wywiadach, była nienaładowana. Relacje ocalałych wspominają ponadto dalsze wypadki użycia broni i ofiary wśród pasażerów, które choć nie zostały potwierdzone w późniejszych śledztwach, to stały się podstawą sensacyjnych doniesień prasowych. Przykładowo, w polskiej prasie, pojawiła się informacja, iż major Archibald Butt zastrzelił 13 podróżnych.
David Savage, naukowiec z Queensland University of Technology wykazał, że prawdopodobieństwo ocalenia życia w katastrofie zależało przede wszystkim od płci (wg rozkazu kpt Smitha: „Najpierw kobiety i dzieci”) oraz klasy w której się podróżowało (szybszy i łatwiejszy dostęp do pokładu łodziowego). Przykładowo bycie Brytyjczykiem zmniejszało szanse przeżycia mężczyzn o 7% względem średniej (maniery: „Najpierw kobiety i dzieci”). Tymczasem bycie Amerykaninem – zwiększało te szanse w stosunku do średniej o 8,5%.
Według amerykańskich źródeł z katastrofy ocalało 1517 osób, według brytyjskich 1503, a według dzisiejszych statystyk 704 osoby.
| Klasa      | Płynących | Ocalałych | Ocalałych procentowo | Zmarłych | Zmarłych procentowo |
| ---------- | --------- | --------- | -------------------- | -------- | ------------------- |
| 1. klasa   | 329       | 199       | 60,5                 | 130      | 39,5                |
| 2. klasa   | 272       | 119       | 43,8                 | 153      | 56,2                |
| 3. klasa   | 710       | 174       | 24,5                 | 536      | 75,5                |
| Załoga     | 897       | 212       | 23,6                 | 685      | 76,4                |
| Całkowicie | 2208      | 704       | 31,9                 | 1504     | 68,1                |

### Ostatni utwór na „Titanicu”
Nie wiadomo, jaki utwór był grany ostatni przez orkiestrę na „Titanicu”. Wszystkie hipotezy opierają się bowiem na zeznaniach rozbitków, którzy w czasie, kiedy orkiestra grała ten utwór, byli już poza statkiem (najbliżej orkiestry był radiotelegrafista Harold Bride) a ponadto prawie nikt z nich nie miał wiedzy muzycznej.
Najbardziej prawdopodobne utwory to:
- protestancki hymn Nearer, My God, to Thee (Być bliżej Ciebie, Boże, chcę),
- protestancki hymn Jesień (ang. Autumn),
- walc Pieśń jesieni (tytuł oryginalny: Songe d’Automne) bardzo popularnego brytyjskiego kompozytora Archibalda Joyce’a.

Hymn Być bliżej Ciebie, Boże, chcę obecnie uważa się, że najprawdopodobniej grany był przed zatonięciem. Jako ostatni utwór pierwsza wskazała ten hymn jedna z uratowanych pasażerek (Vera Dick), co potem potwierdzili liczni inni pasażerowie. Jednakże pojawiły się zastrzeżenia, że w gruncie rzeczy z powodu odległości i innych warunków osoby te nie słyszały tego utworu, a tylko zasugerowały się popularnymi wtedy opisami tonięcia innego statku (SS „Valencia”) w 1906 r., podczas którego orkiestra grała ten utwór. Ponadto krytycy zwracają uwagę na to, że ci pasażerowie przedstawiali różne wersje hymnu, które miały być odtwarzane. Utwór Być bliżej Ciebie, Boże, chcę może być bowiem śpiewany do 3 różnych melodii: Horbury (wersja popularna wtedy w krajach Imperium Brytyjskiego, obecnie popularność spadła), Bethany (wersja popularna wtedy w USA, obecnie jest to wersja najpopularniejsza) i Propior Deo (wersja popularna wśród wyznawców metodyzmu). Ocaleli pasażerowie podawali, że orkiestra grała albo Horbury albo Bethany, co zdaniem krytyków wskazuje, że w gruncie rzeczy nie słyszeli oni utworu. Jednakże wszystkie osoby znające kierującego orkiestrą Wallace’a Hartleya zgodnie stwierdzały, że ów zawsze twierdził, że gdyby kiedyś znalazł się na tonącym statku, to chciałby zagrać ten hymn (Być bliżej Ciebie, Boże, chcę) jako ostatni. Wskazuje to zatem, że orkiestra grała jednak ten utwór, z czym obecnie zgadza się większość autorów. Natomiast odnosząc się do tego, którą z melodii grano najprawdopodobniejsze wydaje się, że była to Horbury, ponieważ Hartley był Brytyjczykiem i metodystą (słabo znał zatem Bethany, a mniej prawdopodobne wydaje się granie Propior Deo niż Horbury, ponieważ ta pierwsza melodia nie jest zbyt popularna poza Kościołem Metodystycznym). Natomiast w większości filmów o katastrofie odgrywana jest melodia Bethany, ponieważ jest to wersja popularniejsza (część widzów mogłaby mieć problemy z identyfikacją Horbury).
Radiotelegrafista Harold Bride zeznał, że słyszał utwór, który nazwał Autumn, ale sam nie stwierdził jednoznacznie, czy miał na myśli hymn Jesień, czy też walc Songe d’automne – kwestię tę rozstrzygali zatem dziennikarze. Niektórzy pasażerowie podawali (później, kiedy znane były już wypowiedzi Bride’a), że słyszeli jeden z tych 2 utworów.
W przypadku walca Pieśń jesieni należy stwierdzić, że utwór ten orkiestra grywała wcześniej dość często pasażerom rejsu, jak również grała ją podczas ewakuacji statku, ale stosunkowo mało prawdopodobne jest, że taką „lekką” melodię orkiestra grałaby osobom, które wiedziały, że zaraz zginą.
W przypadku Autumn natomiast przeciw tej możliwości przemawia to, że melodia ta jest bardzo trudna w wykonaniu i nawet doświadczeni zawodowi muzycy (tacy jak członkowie orkiestry na „Titanicu”) unikali wykonywania tego utworu bez uprzednich prób i zapewniania sobie warunków pozwalających na skupienie się (co było w tych warunkach niemożliwe). Ponadto aczkolwiek Harold Bride miał doskonały słuch, to jednak nie był muzykiem i mógł niewłaściwie zidentyfikować melodię – tym bardziej, że słyszał ją walcząc o życie w wodzie. Zwolennicy Horbury wskazują jeszcze, że melodia ta nieco przypomina melodię Jesieni, co mogło sprzyjać pomyłce.

## Komisje śledcze

### Amerykańska
„United States Senate inquiry into the sinking of the RMS Titanic” pod przewodnictwem i pełną dominacją kongresmena Williama Aldena Smitha uformowała się 19 kwietnia 1912 roku i zakończyła swą działalność w dniu 25 maja tego samego roku. Smith uświadomił sobie fakt, że nie ma norm legislacyjnych regulujący precyzyjnie zasady bezpieczeństwa ruchu w żegludze nie tylko transatlantyckiej. Sam był autorem ustaw normalizujących działanie amerykańskich kolei.
Komisja została utworzona na podstawie własności „Titanica”, który należał do amerykańskiego konglomeratu żeglugowego. Bruce Ismay sprzedał „White Star Line” 10 lat wcześniej należącemu do Johna Pierpont Morgana „International Mercantile Marine Co.”
Smith podczas 6 tygodni śledztwa poddał przesłuchaniom m.in. Bruca Ismaya, wszystkich ocalałych oficerów, radiooperatorów „Titanica” oraz „Carpathii”. Łącznie były to 82 osoby z czego tylko 3 z trzeciej klasy, w tym 53 poddanych brytyjskich. Stosunkowo liczna reprezentacja pasażerów miała doprowadzić do uniknięcia długich sporów technicznych. Charles Lightoller odciągnął uwagę przewodniczącego od procedur nawigacyjnych na mostku kapitańskim i uniknął przy tym pytań o ignorowanych ostrzeżeniach o górach lodowych czy braku lornetek dla obserwatorów na bocianim gnieździe.
Senator zadawał pytania, które wydawały się dziwaczne jak np.” „'czy przedni komin zwalony do oceanu kogoś zabił?'”, „'czy ktoś mógł schronić się w komorach wodoszczelnych?'”, „'z czego zrobiona jest góra lodowa?'” lub „'czy statek zatonął dziobem, czy przodem?'”. Stał się tymi pytaniami pośmiewiskiem w Wielkiej Brytanii, ale wiedział, że chciał uzyskać odpowiedź adresowaną do amerykańskiego obywatela, który nie rozumiał jak kawałek lodu może zatopić wielki parowiec. Nie wiedzieli też oni jak działają komory wodoszczelne o działaniu których Smith sam przekonał się dopiero na siostrzanym statku „Olympic”. Senator sam zapoznał się tam z mechanizmem opuszczania szalup i przesłuchał palacza Freda Barret – ocalałego z katastrofy „Titanica” – na temat tego jak wyglądało tonięcie statku z perspektywy maszynowni, gdzie ten pokazał mu jak zamykały się grodzie wodoszczelne.
William Alden Smith nie chciał się podzielić kompetencjami z innymi członkami komisji i chciał wszystkie przesłuchania prowadzić sam by nie przeoczyć jakiegoś istotnego szczegółu. To przysporzyło mu wrogów w komisji i poza nią oraz spowodowało nieporządek w zeznaniach. Ustalił jednak, że to „Californian” był pływającym najbliżej „Titanica” statkiem tamtej tragicznej nocy. Kapitan Stanley Lord zapewnił dziennikarzy, że tonący parowiec był oddalony o 20 mil i niewidoczny dla ich oczu, ale Ernest Gill – mechanik „Californiana” – złożył u notariusza zeznanie, że „Titanic” był widoczny. Lord też został poddany pytaniom, które obaliły jego początkowe twierdzenia.
Następnym świadkiem został kapitan „Carpathii”, Arthur Henry Rostron. Obronił Ismaya przed tezą, że miałby mieć jakikolwiek wpływ na decyzję zmarłego kapitana Smitha. Przedstawił też zgromadzonym całą wiedzę i kroki jakie podjął by ocalić rozbitków „Titanica” przez co stał się wzorem do naśladowania dla innych kapitanów.
Postanowienia końcowe tej Komisji brzmiały:
- złudne poczucie bezpieczeństwa – zatonięcie RMS Republic, gdzie zginęło tylko 6 osób – sprawiło, że standardowe procedury nawigacyjne były wyczekiwaniem nieuniknionej katastrofy,
- brytyjska Izba Handlu posiadała przestarzałe przepisy w zakresie zasad bezpieczeństwa żeglugi,
- miejsc w szalupach powinno być tyle, ilu jest pasażerów na statku,
- radiostacja przestała być zabawką pasażerów służącą do odbierania i wysyłania telegramów i przedmiotem ignorancji oficerów,
- ustalono całodobowe dyżury radiooperatorów przy radiostacji,
- należy ustalić sztywne przepisy dotyczące przekazywania raportów o niebezpieczeństwach na mostek kapitański,
- w świetle istniejących przepisów prawnych, „International Mercantile Marine” Co. oraz „White Star Line” załoga „Titanica” nie była winna jakichkolwiek zaniedbań,
- skrytykowano kapitana Edwarda Smitha za zbytnią pewność siebie w dowodzeniu,
- konieczność stworzenia międzynarodowych patroli na północnym Atlantyku,
- obarczono winą za prędkość prezesa White Star Line z powodu jego obecności na pokładzie liniowca,
- potępiono postawę kapitana Lorda,
- zaproponowano przyznanie Złotego Medalu Kongresu kapitanowi Rostronowi, co później przyjęto w amerykańskim senacie przez aklamację.

Zalecenia komisji włączono do „Congressional Record”, jako „Uchwałę Senatu nr 6979”, zatwierdzoną przez obie izby Kongresu. Zeznania, oświadczenia i materiał dowodowy zajęły 1198 stron maszynopisu.

### Brytyjska
Druga, angielska, komisja o nazwie „British Wreck Commissioner’s inquiry into the sinking of the RMS Titanic” ukonstytuowała się 3 maja i pracowała do 3 lipca 1912 roku. Jej przewodniczącym był autokratyczny, niecierpliwy i skłonny do irytacji John Charles Bigham, baron Mersey of Toxteth (w hrabstwie Lancashire). Składała się też z 5 asesorów: kapitana A.W. Clarke, kontradmirała marynarki wojennej w stanie spoczynku Somerseta Gough-Calthorpe, komandora rezerwy marynarki wojennej Fitzroya Lyon, profesora budowy statków na uniwersytecie w Glasgow Johna Harvard Biles i starszego doradcy przy admiralicji Edwarda Chaston. Baron stał się słynny z powodu cierpkich uwag wygłaszanych do świadków i obrońców. Ustrzegł się jednak wpływu swoich poglądów politycznych na przebieg przesłuchań.
29 kwietnia zawinęła do portu w Plymouth ocalała załoga „Titanica”, na pokładzie brytyjskiego transatlantyku „Lapland”. Poddano ją kwarantannie, celem m.in. odseparowania od siebie by nie mogli ustalić wspólnej wersji wydarzeń.
W środowisku marynarzy i osób związanych z morzem panowała powszechna opinia, że „British Wreck Commissioner’s Inquiry” ma za zadanie oczyścić Izbę Handlu z winy za katastrofę. Podczas pięciu tygodni w trakcie których zespół działał i wyjaśniał katastrofę zadało kłam tym przypuszczeniom. Brytyjską komisję Smitha interesowało bardziej nie jak ale dlaczego doszło do katastrofy. Dlatego też przesłuchała tylko 21 pasażerów, z czego trzech niezbyt ważnych. Pozostali to w większości specjaliści z zakresu budowy okrętów, oficerowie i członkowie załóg „Titanica”, „Carpathii” i „Californiana”.
Następnie przesłuchano kolejne 96 świadków w ciągu 8 tygodni, na sesjach o łącznej długości 36 dni, zadając im 25 600 pytań. To oraz 1000 stron stenogramów sprawiło, że dochodzenie kosztowało 20 000 funtów szterlingów. Sir Rufus Isaacs przesłuchał bezlitośnie 14 maja kapitana „Californiana”. Wyszło na jaw, że Lord budził strach pośród załogi statku i dlatego nie obudzono go w jego kajucie oraz nie podjęto żadnego działania, nie chcąc się narażać na gniew kapitana.
30 czerwca przedstawiono raport komisji:
- przyczyną zatonięcia była tylko i wyłącznie góra lodowa,
- statek nie posiadał wad, a jego szybkość doprowadziła go do zguby,
- parowiec posiadał niewystarczająca liczbę obserwatorów,
- nadmierna pewność siebie była przyczyną niedopatrzeń,
- liczba szalup ratunkowych była niewystarczająca,
- szalupy nie były w pełni oraz należycie obsadzone pasażerami i załogą statku,
- potępiono kapitana Lorda,
- skrytykowano Izbę Handlu i jej anachroniczne przepisy,
- braki w informacji do której szalupy miałby kierować się dany pasażer oraz brak zaznajomienia pasażerów gości ze sprzętem ratunkowym[15].

### Spuścizna obydwu komisji
Raport Merseya przyjęto za bardziej fachowy, wszechstronny i lepiej skonstruowany, chociażby pod względem natury technicznej, gdzie te informacje przewyższają ustalenia zza oceanu. Z czasem jednak dzieło Smitha spotkało się z większym uznaniem w oczach uczonych i ekspertów w dziedzinie prawa. Śledztwo brytyjskie nie było tak wszechstronne jak amerykańskie i to drugie pozwoliło lepiej poznać przebieg wypadków w nocy z 14 na 15 kwietnia. Upór i spostrzegawczość senatora Smitha dały żywszy obraz przeżyć ocalałych.
Przesunięto szlak żeglugowy na północnym Atlantyku o 60 mil na południe. W rezultacie amerykańskiego dochodzenia, dokonano szeregu zmian prawa, w tym zobowiązującego do zapewnienia wystarczającej liczby łodzi ratunkowych dla każdego z pasażerów, utrzymywania 24-godzinnej komunikacji na statkach morskich i zastrzeżono czerwone flary w morzu wyłącznie dla sygnału o niebezpieczeństwie i flary tego koloru muszą być interpretowane jako wezwania o pomoc. W Stanach Zjednoczonych wprowadzono też prawo zobowiązujące wszystkie nabrzeżne stacje radiokomunikacyjne do 24-godzinnego nasłuchu sygnałów alarmowych z morza. Tragedia „Titanica” stała się też powodem zmian w międzynarodowym prawie morza, prowadzących do powstania konwencji o bezpieczeństwie na morzu SOLAS.

## Wyławianie ciał
White Star Line nie była formalnie zobowiązana do odnalezienia ciał ofiar katastrofy, zwłaszcza na własny koszt. Ale już 15 kwietnia wyczarterowała amerykański kablowiec „Mackay–Bennett” i dwa dni później kapitan F.H. Lardner zorganizował załogę ochotników z 40 członkami Stowarzyszenia Przedsiębiorców Pogrzebowych Prowincji Nadmorskich. Mając na statku tony lodu, ponad sto trumien i środki balsamujące, wypłynął w ocean. WSL wyczarterowała 21 kwietnia kolejny kablowiec „Minia”. „Mackay–Bennett” wrócił do portu 30 kwietnia ze 190 ciałami, a „Minia”, pracując do 3 maja, zabrała kolejne 133 ciała, co dało łącznie liczbę 323.
Wynoszenie zwłok z pokładów obu statków odbyło się pod ochroną policji i wysokich betonowych murów by fotoreporterzy nie mogli zrobić zdjęć. Leżące niedaleko lodowisko „Mayflower” przy Agricola Street zamieniono w kostnicę, gdzie wpuszczano tylko tych, którzy mogli zidentyfikować ofiary lub posiadali pełnomocnictwa. Pierwszym ciałem, jakie zidentyfikowano po monogramie „J.J.A.” na kołnierzyku było to należące do Johna Jacoba Astora; zabrał je William Vincent Astor, jego 20-letni syn.
Trzy dni po przybyciu „Mackay–Bennett” do portu odbyły się pogrzeby. Wyznaczono trzy miejsca pochówku w Halifaksie: cmentarz Fairview dla tych, których wiary nie udało się ustalić, drugi imienia Barona von Hirscha dla wyznawców judaizmu oraz Mount Oliver dla katolików. 119 na 209 ofiar przywiezionych do tego portowego miasta pochowano w morzu a 59 zostało zabranych przez rodziny i spoczęło w innych miejscach. Wszystkie groby na trzech cmentarzach są po dziś dzień znakomicie utrzymane z funduszu powierniczego założonego przez White Star Line i funduszy żydowskiej kongregacji Beth Israel w Halifaxie. Wyglądają identycznie i łączy je opis „zmarł 15 kwietnia 1912 roku”.

## Odnalezienie wraku statku

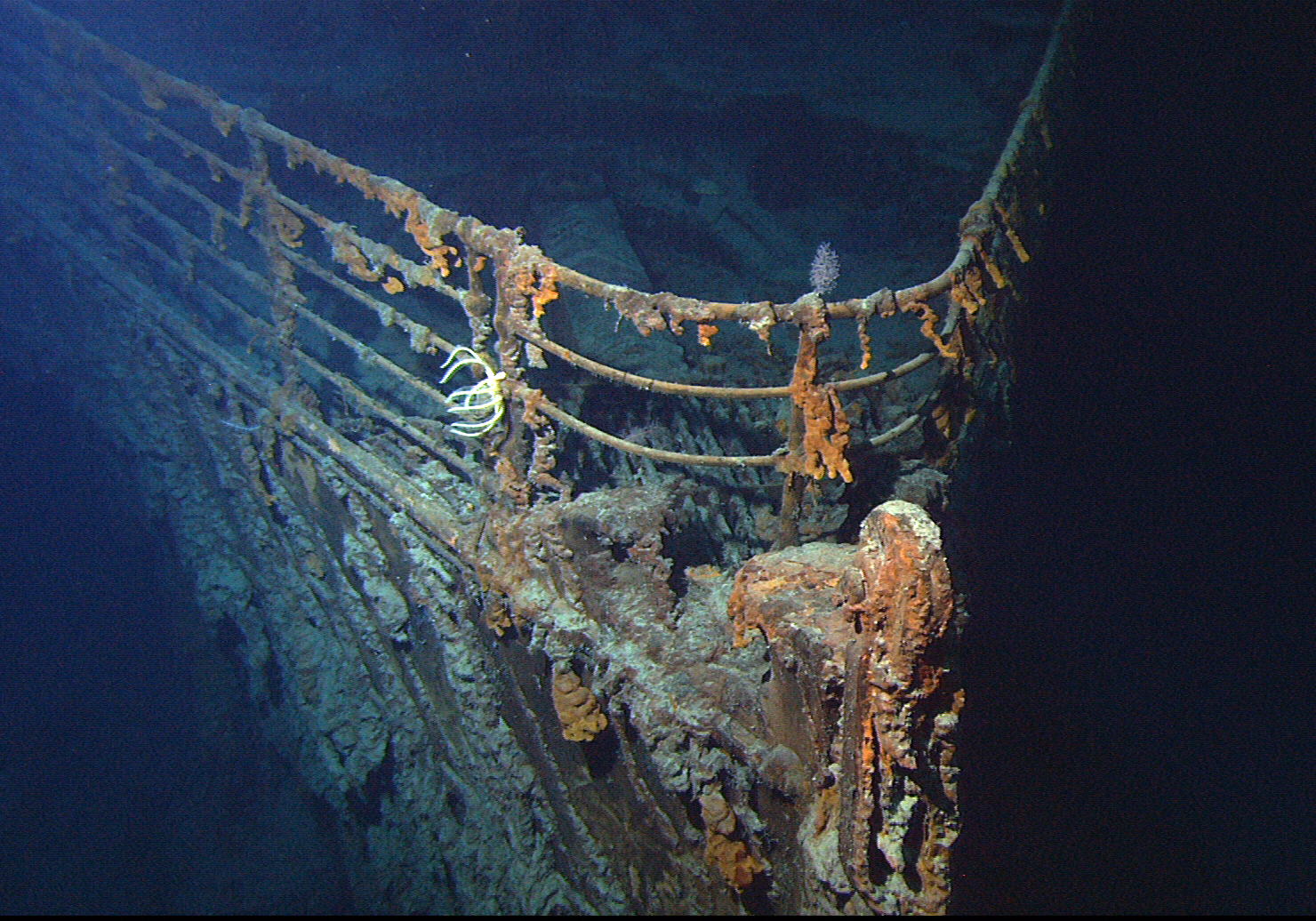
Dziób RMS Titanic pod wodą. Zdjęcie z 2004 r.

Wrak „Titanica” odnaleziono dopiero 1 września 1985 r. na głębokości 3802 m. Jego położenie to: 41°43′55″N 49°56′45″W/41,731944 -49,945833. Dokonała tego ekspedycja pod kierownictwem Roberta Ballarda. O godzinie 0:45, 1 września 1985 r., badacze zobaczyli przed sobą fragment jednego z kotłów parowych „Titanica”. Położenie resztek statku udało się ustalić w ciągu kilku dni. Do tej pory sądzono, że powinien zachować się w idealnym stanie, co okazało się nieprawdą – z dnia na dzień wrak coraz bardziej niszczeje z powodu działalności bakterii powodujących korozję stali.
Po raz pierwszy wnętrze zatopionego statku zbadano w połowie lat dziewięćdziesiątych XX wieku. Zdalnie sterowane roboty zrobiły zdjęcia z których wynikało, że wystrój wnętrz zachował się w niemal nienaruszonym stanie. Naukowcy podejrzewają, że przyczyną tego jest duża ilość ołowiu znajdująca się w farbie (węglan ołowiu – barwa biała, tlenek ołowiu(IV) – barwa żółta, tlenek ołowiowo(II) ołowiowy(IV) – barwa czerwona), którą pomalowano elementy drewniane.
Część rufowa jest zniszczona w dużo większym stopniu niż przód wraku. Dokonały tego ogromne masy powietrza, które szybko się uwalniały gdy tylna część zanurzała się raptownie pod wodę; ich ciśnienie wyrwało tłoki i spowodowało rozpad części rufowej. Przednia część nabierała wody łagodniej, pogrążając się przez dwie i pół godziny od momentu uderzenia w górę lodową, wskutek czego lepiej przetrwała zatonięcie. Obserwacja wraku pozwala stwierdzić, że zawalił się mostek kapitański wraz z kwaterami oficerskimi. Wygięte resztki kadłuba „porośnięte” są ostrymi żelaznymi częściami, które utrudniają jego eksplorację. Dziób wraku utkwił częściowo pod grubą warstwą mułu, która zakrywa uszkodzony przez górę lodową fragment kadłuba. Szczątki statku (kotły, elementy kadłuba) spoczywają w promieniu kilkuset metrów.
Wielu naukowców – na czele z odkrywcą wraku, Robertem Ballardem – jest zaniepokojonych turystycznymi wyprawami na dno oceanu do pozostałych szczątków „Titanica”. Ich zdaniem ekspedycje te przyspieszają niszczenie historycznego wraku. Amerykańska Narodowa Służba Oceaniczna i Meteorologiczna ocenia, że kadłub może rozpaść się całkowicie w ciągu następnych pięćdziesięciu lat. W książce Ballarda pod tytułem Return to Titanic, wydanej przez National Geographic, pokazane są fotografie zniszczeń promenady spacerowej, spowodowanych osiadaniem na niej batyskafów. Brakuje wielu elementów, które zostały zabrane jako „pamiątki” (np. dzwon okrętowy z masztu).
Odkrywca wraku „Titanica”, dr Robert Ballard, był głęboko przekonany, że wrak powinno się pozostawić w spokoju jako mogiłę. W związku z tym nie wydobył z wraku żadnego przedmiotu, lecz złożył na nim tablicę upamiętniającą ofiary katastrofy. Ta decyzja spowodowała, że w świetle prawa ratownictwa morskiego dr Ballard nie zagwarantował sobie w ten sposób prawa do własności wraku. Otworzyło to pole do działalności przedsiębiorstw eksplorujących wrak.
W 1987 r. francusko-amerykańska ekspedycja zaczęła operację eksploracji wraku „Titanica”, wydobywając z niego ok. 1800 przedmiotów, które zostały przewiezione do Francji. Następnie amerykańscy uczestnicy ekspedycji założyli przedsiębiorstwo Premier Exhibitions Inc., przekształcone w końcu w RMS Titanic Inc. W latach 1987–2004 wydobyto z wraku ponad 5500 przedmiotów i części wyposażenia, używając w tym celu m.in. zdalnie sterowanych urządzeń mechanicznych. W 1998 r. wydobyto ważący 17 ton fragment kadłuba. W 1994 r. RMS Titanic Inc. uzyskało wyrokiem amerykańskiego sądu prawa własności i komercyjnej eksploatacji wraku. Decyzja ta została potwierdzona kolejnym wyrokiem amerykańskiego sądu w roku 2006.
Spółka White Star Line, do której należał liniowiec, została zlikwidowana w 1934 r. i żadna firma nie zgłaszała praw do „Titanica”. Po odkryciu wraku roszczenia zgłosiły jednak brytyjskie towarzystwa ubezpieczeniowe z którymi umowę zawarła amerykańska firma Titanic Ventures, Inc. (obecnie RMST, Inc.), nie zyskując własności, lecz wyłączne prawo do ratownictwa wraku zgodnie z prawem morskim.

### Implozja łodzi podwodnej Titan

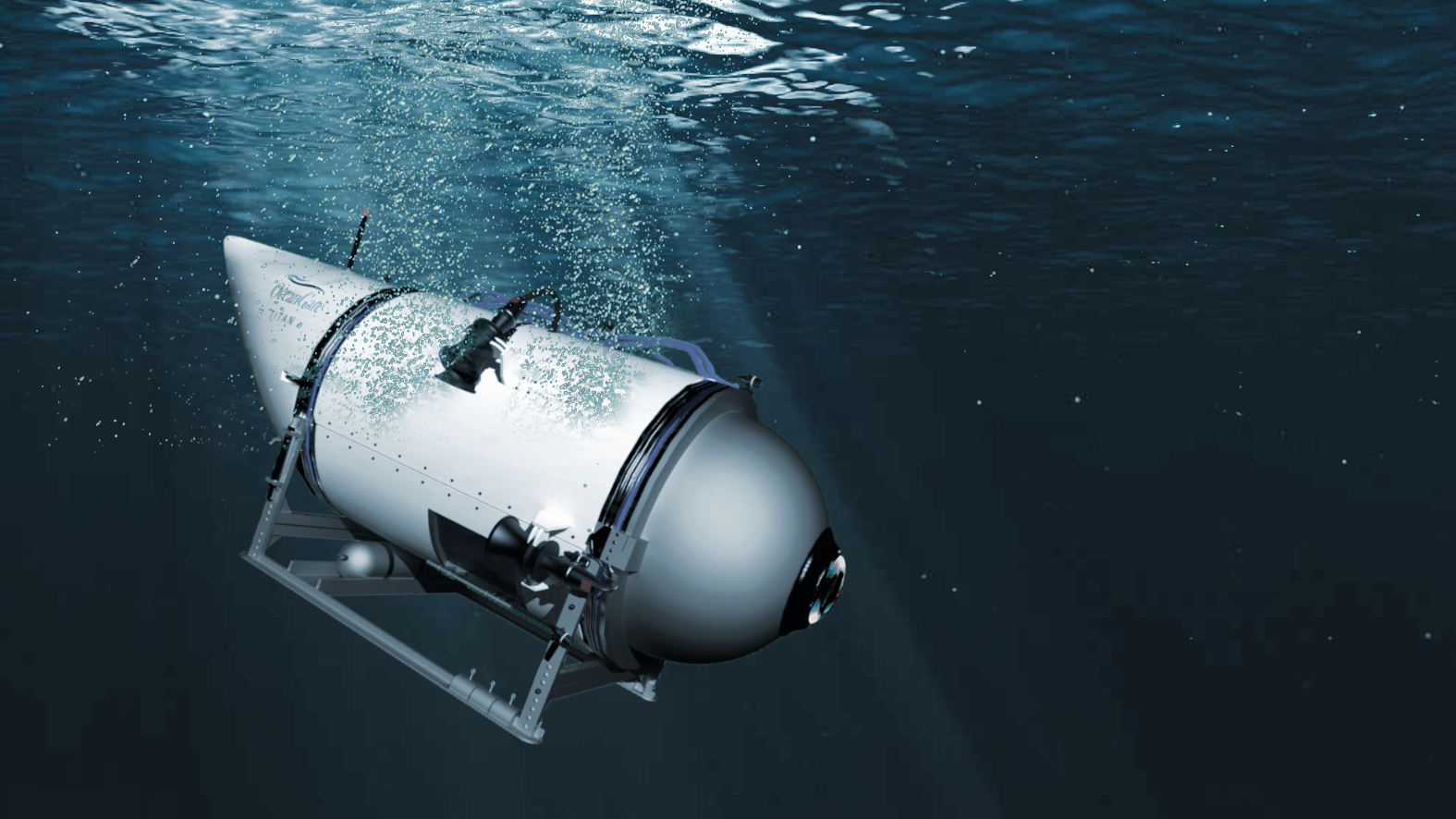
Model komputerowy Titana

18 czerwca 2023 r. podczas wyprawy turystycznej do wraku „Titanica” zorganizowanej przez firmę OceanGate po 105 minutach od rozpoczęcia zanurzania utracono łączność z batyskafem Titan. 22 czerwca w odległości 500 m od dziobowej części wraku „Titanica” odnaleziono szczątki batyskafu świadczące o implozji jego kadłuba. W katastrofie zginęli Stockton Rush, Paul-Henri Nargeolet, Hamish Harding, Shahzada Dawood oraz Suleman Dawood.

## Losy siostrzanych statków
Z trzech statków typu Olympic, z której wywodził się „Titanic”, tylko „Olympic” miał długą i udaną karierę jako statek pasażerski. Po katastrofie „Titanica” został przymusowo unieruchomiony w stoczni Harland and Wolff w Belfaście gdzie w ciągu 6 miesięcy przeszedł gruntowną modernizację. Na pokładzie zamontowano kolejne szalupy a kadłub statku wzmocniono podwójnym dnem, by nie dopuścić do powtórki tragicznych wydarzeń z 1912. RMS „Olympic” pływał w służbie pasażerskiej – z drobnymi przerwami – do 1935, kiedy po staranowaniu latarniowca został wycofany ze szlaku północno-atlantyckiego a następnie pocięty na złom. Wiele elementów z niego znalazło miejsce w angielskich pubach i hotelach.
RMS „Gigantic” nigdy nie wszedł do służby jako statek pasażerski z powodu wybuchu I wojny światowej. Na wpół ukończony został zarekwirowany przez brytyjską marynarkę i przekształcony w statek szpitalny HMHS „Britannic”. Zatonął 21 listopada 1916 r. po wpłynięciu na minę u wybrzeży Grecji. Zatonął w ciągu pięćdziesięciu pięciu minut. Zginęło 30 ludzi z 1300 na pokładzie. Liczba ofiar była tak mała dzięki spokojnej pogodzie, wysokiej temperaturze wody, małej odległości od brzegu i odpowiedniej liczbie łodzi ratunkowych, zainstalowanych po katastrofie „Titanica”.

## Najdłużej żyjący po katastrofie pasażerowie
Ostatnią osobą z uratowanych z „Titanica” była Lillian Gertrude Asplund – Amerykanka, która w chwili tragedii miała 5 lat. Zmarła 6 maja 2006 roku. Dwie inne osoby, podróżujące „Titanikiem”, żyły dłużej niż Lillian Asplund, ale w momencie katastrofy były zbyt małe by cokolwiek pamiętać. Barbara West (zmarła 16 października 2007) miała dziesięć miesięcy, a Millvina Dean (zmarła 31 maja 2009) zaledwie 2 miesiące.
Lista 10 innych najdłużej żyjących pasażerów „Titanica”, którzy przeżyli katastrofę:
- Beatrice Sandström (9 sierpnia 1910 r. – 3 września 1995 r.), zmarła w wieku 85 lat (miała rok i 8 miesięcy w dniu katastrofy)
- Eva Hart (31 stycznia 1905 r. – 14 lutego 1996 r.), zmarła w wieku 91 lat (7 lat w dniu katastrofy)
- Edith Brown (27 października 1896 r. – 20 stycznia 1997 r.), zmarła w wieku 100 lat (około 15 lat w dniu katastrofy)
- Louise Laroche (2 lipca 1910 r. – 28 stycznia 1998 r.), zmarła w wieku 87 lat (rok i 9 miesięcy w dniu katastrofy)
- Eleanor Ileen Johnson (23 września 1910 r. – 9 marca 1998 r.), zmarła w wieku 87 lat (rok i 7 miesięcy w dniu katastrofy)
- Michel Marcel Navratil (12 czerwca 1908 r. – 30 stycznia 2001 r.), zmarł w wieku 92 lat (ostatni mężczyzna z „Titanica”; 3 lata i 9 miesięcy w dniu katastrofy)
- Winnifred Quick (23 stycznia 1904 r. – 6 lipca 2002 r.), zmarła w wieku 98 lat (8 lat w dniu katastrofy)
- Lillian Asplund (21 października 1906 r. – 6 maja 2006 r.), zmarła w wieku 99 lat (5 lat w dniu katastrofy)
- Barbara West (24 maja 1911 r. – 16 października 2007 r.), zmarła w wieku 96 lat (10 miesięcy w dniu katastrofy)
- Millvina Dean (2 lutego 1912 r. – 31 maja 2009 r.), zmarła w wieku 97 lat (najmłodsza i ostatnia pasażerka „Titanica”; 2 miesiące w dniu katastrofy)

## Alternatywne teorie na temat zatonięcia
W ciągu kilkudziesięciu lat po katastrofie na temat statku powstało wiele alternatywnych teorii, w większości ocierających się o teorie spiskowe. Gazety i wydawnictwa książkowe opublikowały teorie mówiące o klątwie „Titanica”, czy też o tym, że statek wcale nie zderzył się z górą lodową.
W 2003 roku została opublikowana książka The Sinking of the Titanic: The Mystery Solved – jej autor proponuje teorię, według której zatonięcie „Titanica” spowodowane było zderzeniem z krą.
Jedna z teorii dotyczy zamiany obu siostrzanych statków „Titanica” oraz „Olympica”. W 1911 r. Olympic zderzył się z krążownikiem HMS „Hawke”. Naprawa statku była kosztowna, więc kompania White Star Line zamieniła obydwa statki. Takie przedsięwzięcie wiązałoby się jednak z zaangażowaniem wielu robotników, więc utrzymanie go w tajemnicy byłoby mało realne.
Inna teoria opowiada o tym, że zatonięcie było starannie przygotowane i zaplanowane w celu wyłudzenia gigantycznego odszkodowania. Autorzy tej teorii wskazują na dziwne z punktu widzenia logiki zachowanie załogi podczas katastrofy oraz na rozpowszechnianą plotkę o niezatapialności statku.
Kolejna koncepcja mówi, że podczas wodowania butelka szampana, która miała rozbić się o rufę przy ochrzczeniu nie rozbiła się za pierwszym razem (co nie jest prawdą, gdyż White Star Line nie dokonywała tego obrzędu przy wodowaniu „Titanica”).
Tuż po katastrofie irlandzkie plotki donosiły, że doszło do niej z powodu dziwnego przesłania w numerze seryjnym statku – 390904 co czytane w odbiciu lustrzanym, przy pewnej dozie wyrozumiałości, daje wyraz NO POPE – „Precz z papieżem!” Jednak „Titanic” nigdy takiego numeru nie miał – zarówno w Brytyjskiej Izbie Handlowej, jak i w stoczni Harland and Wolff otrzymał inne numery.
Oprócz tego istnieje szereg teorii upatrujących przyczyn zatonięcia statku w klątwie przewożonej mumii, wyłudzeniach finansowych, mistyfikacjach, malwersacjach i niepopartych faktami powiązaniach numerów i zdarzeń.

## „Titanic” w kulturze

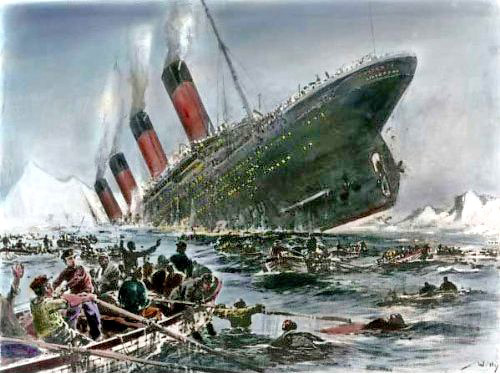
Willy Stöwer: Zatonięcie Titanica

Historia „Titanica” doczekała się kilku ekranizacji filmowych – najsłynniejszą z nich jest nagrodzony jedenastoma Oscarami film Titanic Jamesa Camerona z 1997 roku, którego fabuła skupia się na wątku miłosnym głównych bohaterów oraz przebiegu katastrofy. Poniżej znajduje się lista niektórych dzieł literackich lub filmowych zainspirowanych katastrofą statku:
- Ocaleni z Titanica (1912)
- In Nacht und Eis (1912)
- East Side, West Side (1927)
- Atlantic (1929)
- Titanic (1943) – pierwszy film o „Titanicu”. Został nakręcony przez Niemców, by przedstawić Brytyjczyków w negatywnym świetle.
- Titanic (1953)
- Pamiętna Noc (1958)
- Niezatapialna Molly Brown (1964)
- S.O.S. Titanic (1979)
- Podnieść Titanica (1980)
- Titanic (miniserial telewizyjny, 1996)
- Titanic (1997)
- Legenda Titanica (1999) animowany
- Futurama odc 10 „Pamiętny lot” (1999) animowany
- Titanic – film animowany z 2001 roku
- Głosy z głębin 3D (Ghosts of The Abyss) (2003)
- Duchy Titanica (2008) dokumentalny
- Dlaczego Titanic zatonął? (2009)
- Titanic II (2010)
- Titanic (2012) – wersja 3D filmu z 1997
- Ratowanie Titanica (2012) dokumentalny
- We wnętrzu Titanica (2012) dokumentalny
- Titanic (miniserial telewizyjny, 2012)
- Titanic oczami Jamesa Camerona (2012) dokumentalny
- Titanic 1912: Akta sprawy (2012) dokumentalny
- Rekonstrukcja Titanica (2012) dokumentalny
- Titanic100: Zagadka Rozwiązana (2012)
- Titanic. Po katastrofie Film dokumentalny, Wielka Brytania (2012)

„Titanic” pojawia się również w koszmarze Very Campbell w filmie Britannic, a także w filmie krótkometrażowym Epoka lodowcowa: No Time for Nuts (Nie czas na żołędzie).
Katastrofa statku jest również tematem gier komputerowych:
- Starship Titanic – producent: The Digital Village
- Titanic: Odwróć bieg historii – producent: Cyberflix
- Titanic: Klucze do przeszłości – gra produkcji polskiej

„Titanic” występuje również w grze jako jeden ze statków do przewozu pasażerskiego:
- Transport Giant – producent: JoWooD
- Ship Simulator 2006
- Ship Simulator 2008
- Ship Simulator Extremes[24]

O „Titanicu” powstały również piosenki, m.in. utwór zespołu Lady Pank z 1988 pt. Zostawcie Titanica! oraz Tempest Boba Dylana z 2012.
Literatura dotycząca katastrofy „Titanica” jest ogromna. Wśród niej uwagę zwraca jedna z pierwszych publikacji i do tego w języku polskim, polskiego dziennikarza mieszkającego w tym czasie w Chicago – Stanisława Łempickiego pt. Tragedya oceanu: strzaskanie i zatonięcie statku „Titanic”, z którym na dno morza poszło 1517 osób, wydana w Chicago już w końcu 1912 roku.
Godną polecenia za rzetelność i szerokie tło historyczne katastrofy, które ma istotne znaczenie w jej postrzeganiu, jest publikacja z 2012 r. (w setną rocznicę zatonięcia) angielskiego autora – Daniela Allena Butlera pt. Niezatapialny. Tajemnica „Titanica”.
Scenę zatonięcia „Titanica” przedstawił w swoich pracach amerykański rysownik Don Rosa. Możemy ją oglądać w należącej do cyklu Życie i czasy Sknerusa McKwacza historii Najbogatszy kaczor świata, jak i w komiksie Czy to jawa, czy sen? (The Dream Of A Lifetime).
W 1898 (czternaście lat przed katastrofą) mało znany angielski pisarz – Morgan Robertson wydał powieść pt. Futility („Daremność”; po katastrofie „Titanica” przypisywano jej nowy tytuł – The Wreck of Titan („Wrak Tytana”)), o fikcyjnym statku „Titan”. Powieściowy statek był dziwnym zbiegiem okoliczności największym, najnowocześniejszym i najbardziej luksusowym parowcem. Autor dokładnie opisał jego budowę, która zdumiewająco zgadza się z konstrukcją „Titanica” o tonażu 45 000 ton (wydania książki po 1912 r. zmieniły tę liczbę na 70 000). Podczas dziewiczej podróży przez Atlantyk, z Anglii do USA, w kwietniu powieściowy „Titan” zderzył się z górą lodową i zatonął niemal w tym samym miejscu co „Titanic” wraz z większością pasażerów, gdyż było zbyt mało łodzi ratunkowych. Rozbieżności między książką a rzeczywistą katastrofą dotyczą m.in. sposobu uderzenia w górę i liczby ocalałych (tylko 13 w powieści).
William Thomas Stead dziennikarz i literat, który zginął w katastrofie „Titanica”, w 1886 opublikował w gazecie „Pall Mall Gazette” opowiadanie How the Mail Steamer Went Down in Mid-Atlantic, by a Survivor opisującego katastrofę płynącego przez Queenstown parowca. Podobny motyw powtórzył w utworze From the Old World to the New z 1892 zmieniając przyczynę katastrofy na zderzenie z górą lodową.
W miejscu powstania liniowca, a dokładnie w nadbrzeżnej dzielnicy Belfastu Titanic Quarter, w 2012 roku otwarto muzeum Titanic Belfast. Znajdują się w nim interaktywne galerie i sale wielofunkcyjne, w których przedstawiona jest historia „Titanica”. Kształt budynku przypomina cztery kadłuby okrętowe, które są takiej samej wielkości jak u „Titanica” i tworzą jedną bryłę.

## Dane techniczne
- długość całkowita: 268,99 m
- szerokość: 29,41 m
- wysokość:
  - boczna kadłuba: 18,14 m

Wielkość wybranych środków transportu w porównaniu z rozmiarami „Titanica” i „Queen Mary 2”

  - od stępki do pomostu nawigacyjnego: 31,07 m
  - od stępki do czubków kominów: 53,34 m
- pojemność deklarowana: 45 000 BRT
- pojemność rzeczywista: 46 329 BRT
- wyporność: ok. 52 250 t
- liczba pokładów: 8 od A do G, 2 pokłady denne i pokład szalupowy
- liczba kominów: 3 (4. i ostatni „komin” to atrapa poprawiająca estetykę statku)
- liczba wodoszczelnych grodzi: 16 (pływalność zachowana przy zalanych, według różnych danych, 4–5 przedziałach)
- liczba szalup ratunkowych: 20 (w tym 16 osadzonych na żurawikach, 4 składane)
- pojemność szalup: 65–70 osób
- kotły typu szkockiego opalane węglem: 24 dwustronne i 5 jednostronnych
- nadciśnienie pary w kotle: 15 at
- moc maszyn: 46 tys. KM przy prędkości obrotowej – maszyn parowych: 77 obr./min; – turbiny: 170 obr./min. Przy maksymalnej prędkości obrotowej maszyn moc wynosiła: 59 tys. KM
  - dwie czterocylindrowe maszyny parowe potrójnego rozprężania
    - średnice cylindrów: 1370, 2140 i 2 × 2460 mm
    - skok tłoków: 1900 mm

  - niskoobrotowa turbina na parę odlotową
- śruby:
  - dwie zewnętrzne 3-skrzydłowe o średnicy 7,2 m, napędzane maszynami parowymi
  - jedna środkowa 3-skrzydłowa (a nie, jak się powszechnie uważa, 4-skrzydłowa[28]) o średnicy 5 m, napędzana turbiną na parę odlotową. Stosunek liczby obrotów śrub zewnętrznych do obrotów śruby wewnętrznej wynosił 1:2,23
- prędkość maksymalna
  - deklarowana: 23–24 węzły
  - osiągnięta: 22,5 węzła, 14 kwietnia 1912
- zużycie dobowe węgla przy prędkości rejsowej: 650 ton
- dopuszczalna liczba pasażerów: 2435 osób w 3 klasach (w dziewiczy rejs zabrano około 2223[29])
- załoga: 892 osoby
- koszt budowy: 15 milionów funtów

## Fakty i mity na temat „Titanica”
- Największy ówcześnie statek pasażerski świata – „Titanic” był podówczas JEDNYM z największych, gdyż należał do serii trzech statków, z których najdłuższy był „Gigantic” (ostatecznie „Britannic” – 269,01 m), następnie „Olympic” – 269,00 m., a najkrótszym z tej serii był „Titanic” – 268,99 m. chociaż był największy z tego „wielkiego tria” ze względu na wyporność, masę, szerokość oraz wysokość. Oceniając wielkość statku zawsze najpierw pod uwagę bierze się wyporność. Dla porównania bliźniacze „RMS Mauretania” i „RMS Lusitania” „Cunarda” miały po 232,31 m. „Cunard” konstruował przeciętne wielkościowo jednostki.
- Stal, z której zbudowano „Titanica”, była złej jakości – według współczesnych standardów stal ta była krucha i podatna na uszkodzenia, ale taki był ówczesny poziom techniki hutniczej. Siostrzany „Olympic” zbudowany dokładnie z takiej samej stali został wycofany z eksploatacji po 23 latach pływania.
- „Titanic” zderzył się z górą lodową – w rzeczywistości „tylko” otarł się o nią prawą burtą.

| Numer przedziału | Przestrzeń uszkodzeń |
| ---------------- | -------------------- |
| 1.               | 0,06 m²              |
| 2.               | 0,14 m²              |
| 3.               | 0,29 m²              |
| 4.               | 0,31 m²              |
| 5.               | 0,26 m²              |
| 6.               | 0,12 m²              |
| łącznie          | 1,18 m²              |

- Góra lodowa rozpruła kadłub statku na długości 90 metrów – długość rozdarcia poszycia kadłuba rzeczywiście wynosiła 90 m., ale na podstawie wykonanych ultrasonografem badań rozmiaru zniszczeń stwierdzono, że w rzeczywistości była to seria niewielkich otworów powstałych w wyniku rozejścia się blach poszycia w miejscach gdzie puściły nity je spajające, których łączna powierzchnia wynosiła nieco ponad 1 metr kwadratowy (1,18). Tabela obok przedstawia wielkość uszkodzeń w poszczególnych przedziałach. Ale ostatecznie to nie suma powierzchni rozszczelnienia poszycia kadłuba spowodowała zatonięcie, a wysokość grodzi wodoszczelnych które nie sięgały pokładu głównego, co umożliwiło przelewanie się wody ponad nimi w miarę powiększającego się przechyłu dziobu. Prawdę tę poznano już podczas śledztwa, ale nie przyjęto do wiadomości jako zbyt nieprawdopodobną. Domniemaną powierzchnię uszkodzeń szybko obliczył jeden z inżynierów stoczni Harland and Wolff układając proste równanie z jedną niewiadomą, gdzie znanymi danymi była pojemność statku i czas tonięcia.
- Armator twierdził, że statek jest „niezatapialny” – takie było powszechne przeświadczenia opinii publicznej, w rzeczywistości wypromowane przez prasę. Armator – White Star Line – nie zaprzeczał temu twierdzeniu w sposób zdecydowany, wykorzystując je jako hasło reklamowe. Ponadto producent nowoczesnych grodzi wodoszczelnych zamontowanych na statkach typu „Olympic” używał w swoich materiałach reklamowych stwierdzenia, że ich zamontowanie czyni statek praktycznie niezatapialnym, co było manipulacją reklamową.
- „Titanic” płynął z pełną szybkością, aby zdobyć Błękitną Wstęgę Atlantyku – faktem jest że płynął z dużą szybkością ale statki typu „Olimpic” z przyczyn konstrukcyjnych nie były w stanie zdobyć „Wstęgi”, ponieważ miały słabszy napęd od statków „Cunarda” z serii „Mauretania”. Na tamtych zamontowano innowacyjny napęd turbinowy, na co wyłożyła pieniądze angielska Admiralicja, która nadzorowała ich budowę, w tajemnicy przewidując możliwość użycia tych statków do transportu wojska. Stocznia Harland and Wolff miała znikome doświadczenia w budowie takiego napędu dlatego przy projektowaniu statków serii „Olimpic” z góry postawiono na luksus i wielkość a nie na szybkość. Z drugiej strony tak podówczas pływano na tej trasie: szybko, na granicy bezpieczeństwa, zwalniając tylko w wyjątkowo ciężkich warunkach. Czas wyjścia i wejścia do portu docelowego miał być nieomal tak dokładny jak na linii kolejowej.
- Najtańszy bilet na rejs kosztował 8 funtów, za najdroższy bilet I klasy należało zapłacić 250 funtów[30] – faktem jest że statki typu „Olimpic” były prekursorami w warunkach podróżowania pasażerów III klasy. Między innymi nie było na nich zbiorowych kabin powszechnie do tej pory spotykanych.
- Do chwili zatonięcia trzech duchownych udzielało ostatniego namaszczenia. Byli to: angielski ksiądz Thomas Byles, niemiecki benedyktyn – Joseph Peruschitz oraz pochodzący z Suwalszczyzny ks. Józef Montwiłł, który miał objąć parafię w Worcester w stanie Massachusetts i który zrezygnował z oferowanego mu miejsca w szalupie ratunkowej. Jego ciała nie znaleziono[30].
- „Titanic” zatonął w jednym kawałku – tę tezę wysunął Charles Herbert Lightoller, najstarszy stopniem ocalały oficer z „Titanica”, więc jego zeznanie przyjęto za pewnik, chociaż już wtedy kilku z ocalałych, w tym kilkunastoletni wówczas chłopiec – Jack Thayer, który sporządził odręczne rysunki tonącego „Titanica”, wskazywało na przełamanie. Po odnalezieniu wraku kwestia ta została wyjaśniona jednoznacznie: „Titanic” w końcowej fazie tonięcia przełamał się w okolicy śródokręcia, czyli najsłabszym punkcie swojej konstrukcji. Wskazywało na to już w momencie katastrofy chwilowe opadnięcie rufy na wodę z poziomu przechyłu ok. 45 stopni w górę. Wskazuje na to również układ szczątków na dnie. Część dziobowa leży w odległości ok. 650 metrów od bardzo zniszczonej części rufowej.